# 倉敷市
倉敷市（くらしきし）は、岡山県の南部に位置する市。白壁の町並みが残る倉敷美観地区、本州と四国を結ぶ瀬戸大橋などで知られる。中核市・保健所政令市に指定されている。

## 概要
岡山県下では県庁所在地で東に隣接する岡山市に次いで第2位（中国地方では第3位）となる約47万人の人口を擁し、岡山市や周辺自治体と共に岡山都市圏を形成している。また、備中県民局の本庁が置かれ、県西部（高梁川流域圏）の中枢都市としての機能も有する。
市中心部の倉敷川沿いの一帯は江戸時代に幕府直轄領（天領）になったのを機に繁栄し、和洋織りなす白壁の町並みが今も美観地区として保存され、県内有数の観光の街としての顔をもつ。一方、瀬戸内工業地域の中核都市として、水島地区を中心に、臨海部には石油コンビナートなど重化学工業地帯（水島臨海工業地帯）が形成されており、市内の製造品出荷額（2023年）は4兆5000億円超に上るなど、西日本を代表する工業都市の一つでもある。製造品出荷額では、倉敷市だけで岡山県内の約45パーセントを占め、全国の市町村で第2位である（1位は愛知県豊田市の14兆円）。
倉敷市の発足は昭和初期の1928年で、その後1967年に旧倉敷市・児島市・玉島市が新設合併したことにより2代目となる現在の市が成立した。さらに旧3市や現在の市が周辺町村の編入合併を繰り返し市域を拡げてきたため、現在の市は地理や歴史、文化の異なる多様な地域で構成され、核となる市街地も各地に分布する。主要な地域としては行政と観光の倉敷、重化学工業地帯のお膝元・水島、学生服とジーンズのメッカ・児島、貿易港と新幹線駅を有する玉島などがある。

## 地理・地勢

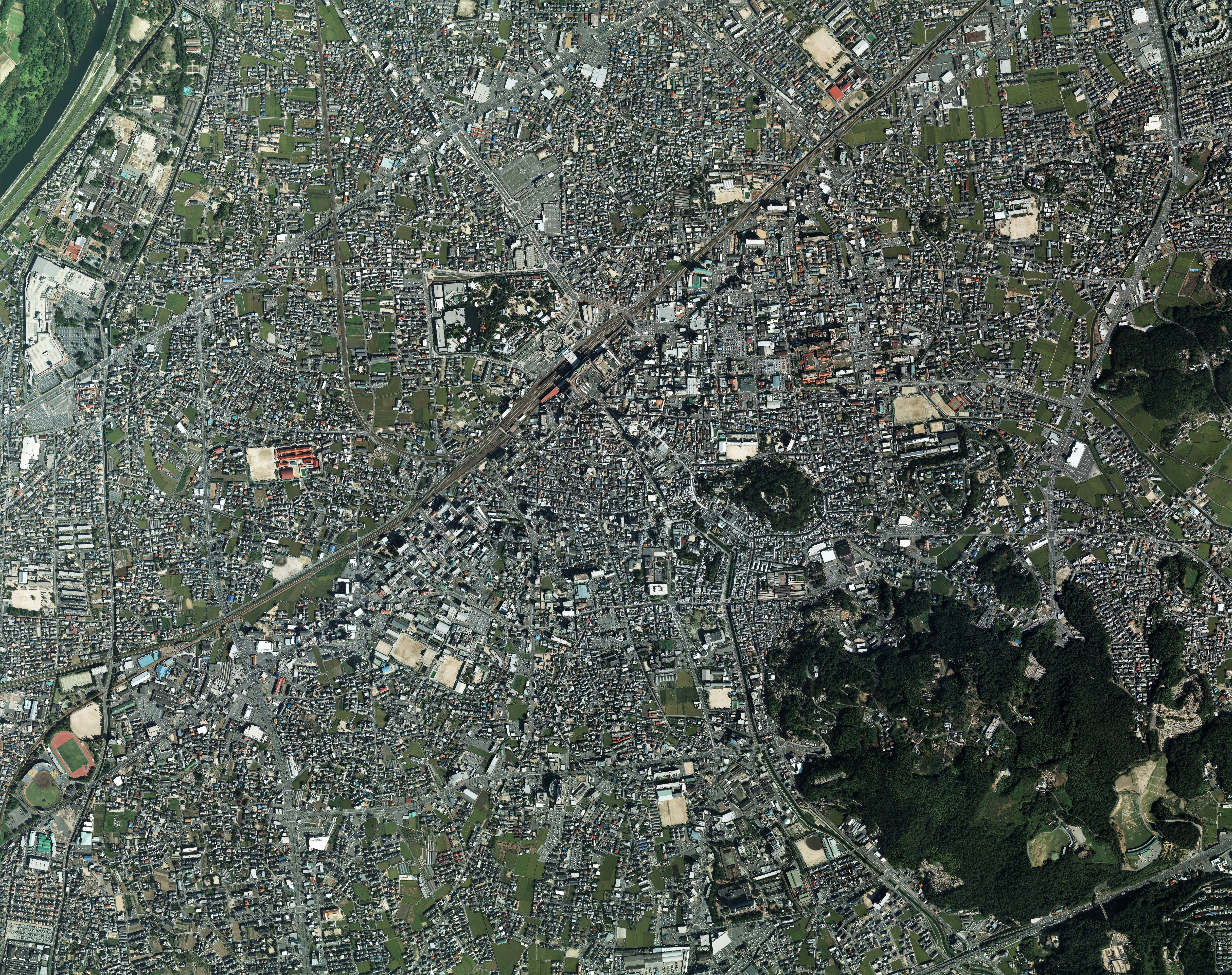
倉敷市中心部周辺の空中写真。
2007年7月24日撮影の16枚を合成作成。。

市域は岡山県の南中央部に位置し、市の中西部を高梁川が北から南に流れ瀬戸内海に注いでいる。平野の多くは干拓地や沖積平野で占められ、児島地域を除き比較的平坦である。市内には児島、亀島山、玉島、連島など「島」の付く地名が多いが、それらの地域は元来文字通り「島」であり、干拓により陸続きになって今の市域が形成されている。
山陽新幹線・山陽本線・山陽自動車道・国道2号が東西に横断し、山陰地方を結ぶ伯備線、四国を結ぶ瀬戸大橋（瀬戸大橋線・瀬戸中央自動車道）も市内を経由しており、交通・物流の結節点としての重要な地位を占めるに至っている。

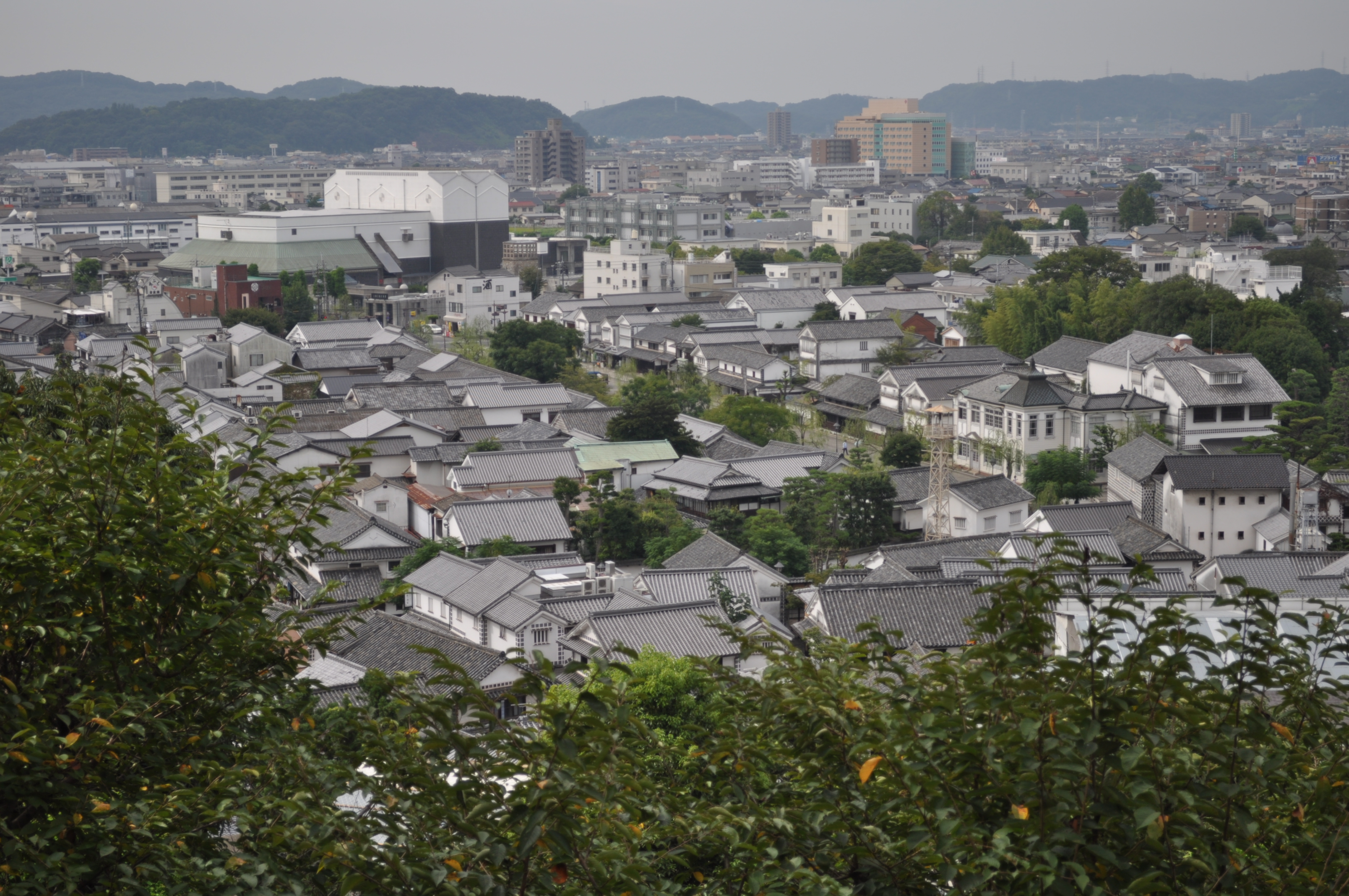
阿智神社境内より倉敷市街を望む
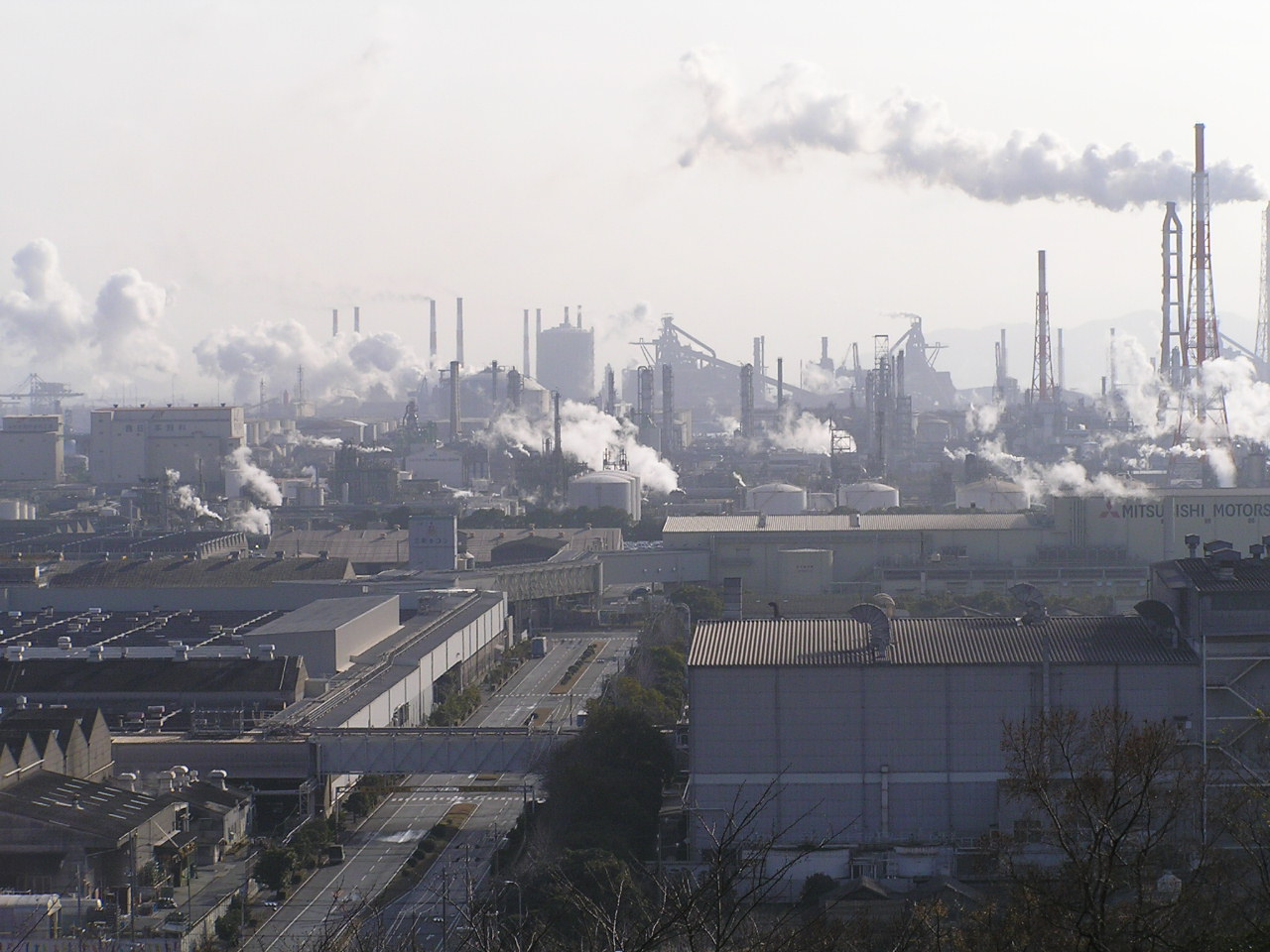
水島コンビナート
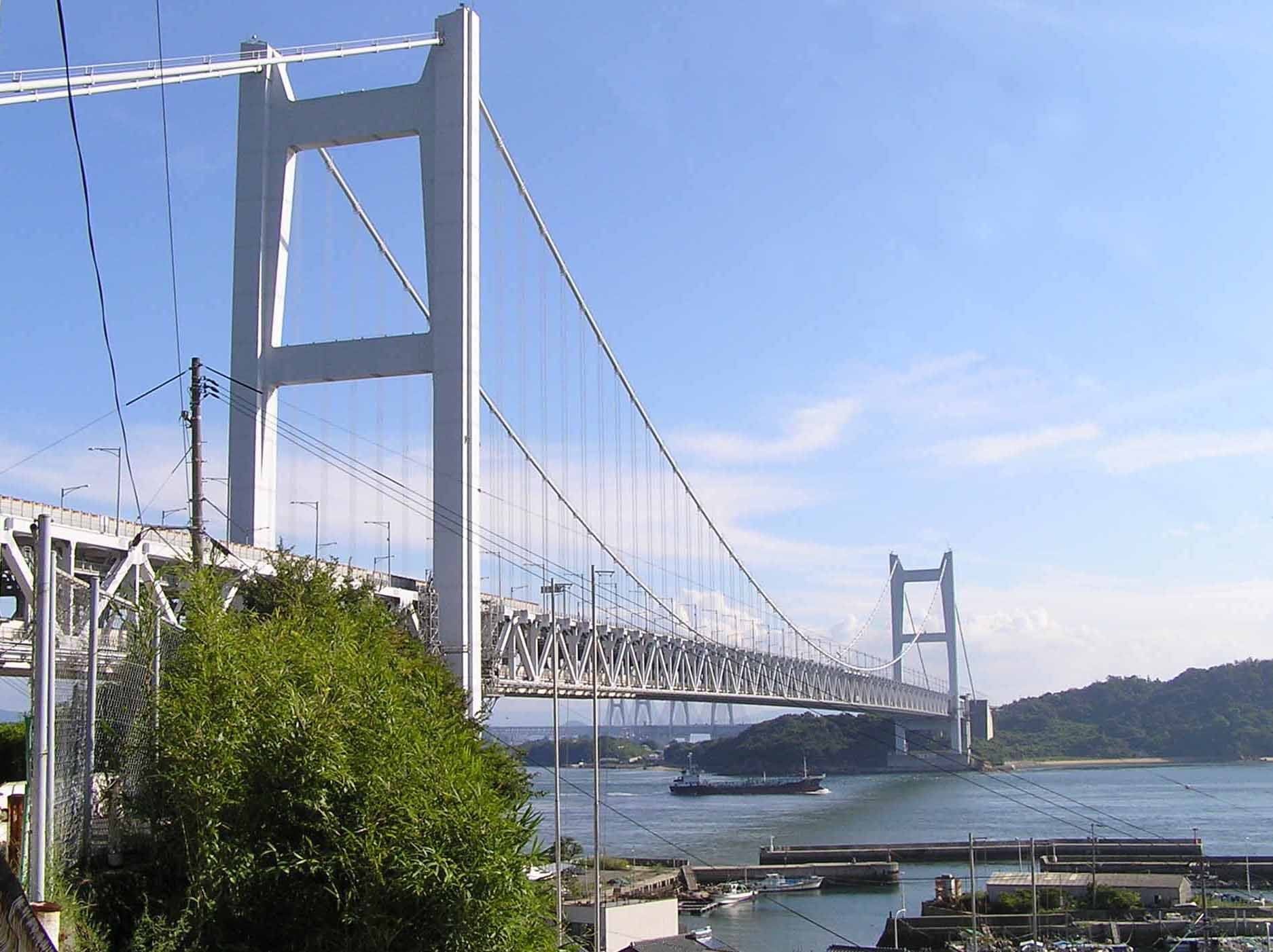
瀬戸大橋

### 主な自然地形
- 主な山岳
  - 種松山 - 258.4メートル 倉敷 粒江
  - 大山 - 143.7メートル 倉敷 生坂
  - 向山 - 100.0メートル 倉敷 向山
  - 大平山 - 161.9メートル 水島 連島矢柄
  - 鴨ヶ辻山 - 283.9メートル 水島 呼松
  - 弥高山 - 307.6メートル 玉島 陶
  - 鷲羽山 - 133.5メートル 児島 下津井田ノ浦
  - 竜王山 - 203.4メートル 児島 味野
  - 王子が岳 - 227.8メートル 児島 唐琴
  - 由加山 - 273.1メートル 児島 由加
  - 仙随山 -  269.9メートル  児島 田の口
  - 鷲峰山 - 399.2メートル 真備 妹（せ） ※市内最高峰

- 主な河川

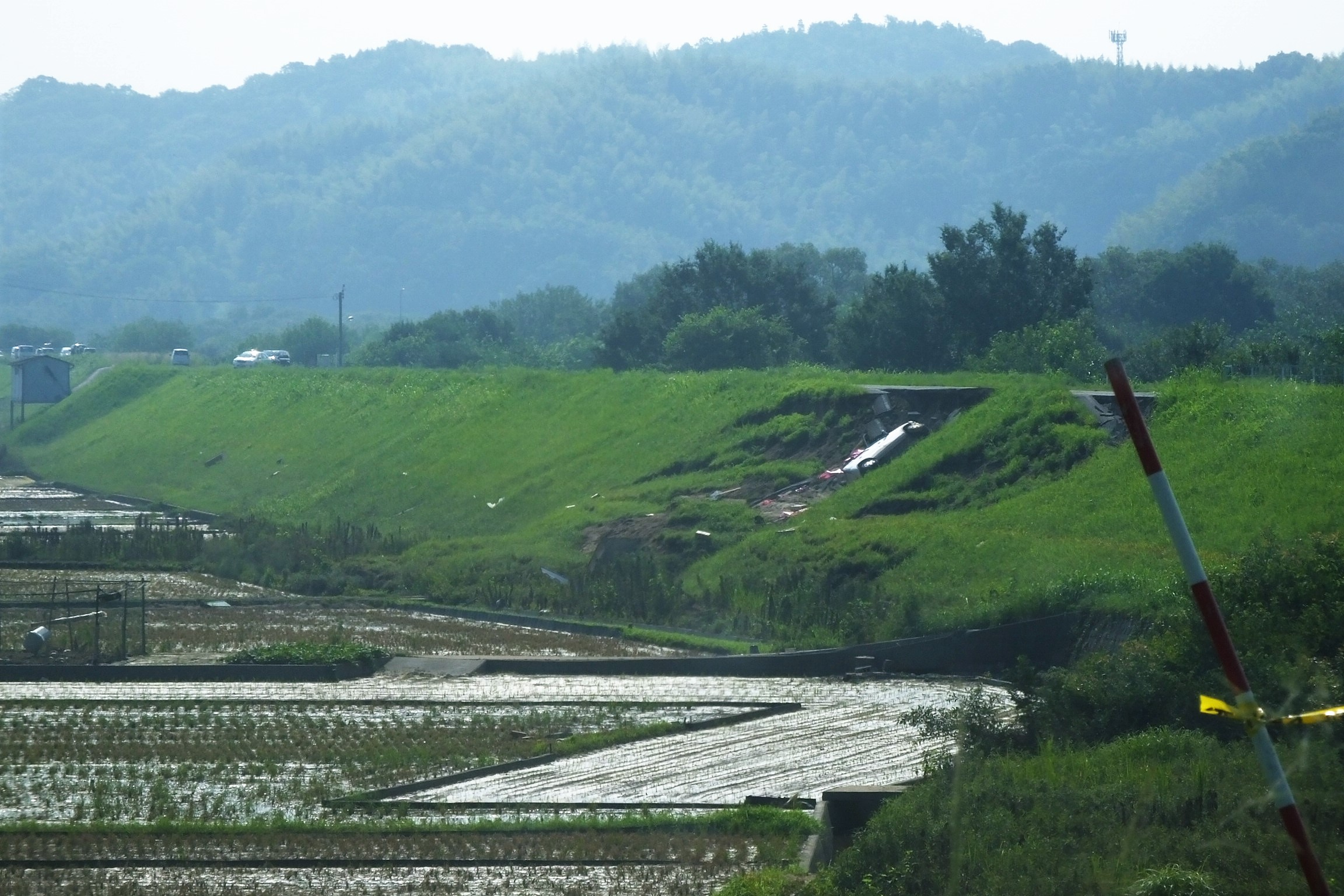
平成30年7月豪雨では小田川の堤防が決壊、甚大な被害を出した。

  - 高梁川 - 110.7キロメートル：一級河川（源流 新見市花見山） ※岡山三大河川の一つ[5]。
  - 小田川 - 40.2キロメートル ：一級河川（源流 広島県神石高原町）
  - 倉敷川 - 13.6キロメートル：二級河川（美観地区を起点とする汐留川、旧源流は酒津・高梁川）
  - 里見川（玉島） - 13.3キロメートル：二級河川（源流 浅口市鴨方町 妙見山）
  - 小田川（児島） - 5.4キロメートル：二級河川（源流 児島柳田 石鉄山）
  - 下村川（児島） - 2.16キロメートル：二級河川（源流 児島上の町）
  - 郷内川（児島） - 5.15キロメートル：二級河川（源流 林・木見、倉敷川へ合流）
- 岡山平野
- 児島半島
- 水島灘

### 気候・環境
温暖で晴れの日が多く雨が少ない瀬戸内海式気候に属する反面、高梁川による豊富な水資源の恩恵で水不足になることは稀である。冬から春にかけては、中国大陸から流入する黄砂に見舞われることもある。また冬には積雪の観測される日も年に1 - 2回程度はあるが、大雪は極めて少ない。
太平洋高気圧に覆われる夏季には瀬戸内海沿岸特有の「凪」が発生し、気温が35度以上の猛暑や熱帯夜になる日もある。また、瀬戸内海を隔てて南方に位置する千数百メートル級の急峻な山々が連なる四国山地により台風が直撃することが滅多に無く、直上を通過しても四国山地で勢力が弱められて甚大な被害とはならない場合が多いのも特徴。
大部分が沖積平野と干拓地である平野部は河川や海の水面との差があまりない低地が多く、明治時代まで東西に分かれていた高梁川が度々氾濫を起こす水害の多い地域であった。しかし、大正時代に用水路の整備とともに改修工事が行われ現在の形に一本化された後は大規模な水害が減少した。
近年発生した顕著な気象災害として、2004年の台風集中上陸による高潮などの被害、2018年の平成30年7月豪雨（西日本豪雨）による真備地区での大規模水害が挙げられる。
| 倉敷の気候                                     | 倉敷の気候   | 倉敷の気候   | 倉敷の気候   | 倉敷の気候   | 倉敷の気候    | 倉敷の気候    | 倉敷の気候    | 倉敷の気候   | 倉敷の気候    | 倉敷の気候   | 倉敷の気候   | 倉敷の気候   | 倉敷の気候       |
| 月                                             | 1月          | 2月          | 3月          | 4月          | 5月           | 6月           | 7月           | 8月          | 9月           | 10月         | 11月         | 12月         | 年               |
| ---------------------------------------------- | ------------ | ------------ | ------------ | ------------ | ------------- | ------------- | ------------- | ------------ | ------------- | ------------ | ------------ | ------------ | ---------------- |
| 最高気温記録 °C （°F）                         | 16.1 (61)    | 22.5 (72.5)  | 23.8 (74.8)  | 30.5 (86.9)  | 32.6 (90.7)   | 35.2 (95.4)   | 36.8 (98.2)   | 37.1 (98.8)  | 36.2 (97.2)   | 32.4 (90.3)  | 26.1 (79)    | 20.6 (69.1)  | 37.1 (98.8)      |
| 平均最高気温 °C （°F）                         | 9.2 (48.6)   | 10.0 (50)    | 13.6 (56.5)  | 19.3 (66.7)  | 24.4 (75.9)   | 27.3 (81.1)   | 30.9 (87.6)   | 32.2 (90)    | 28.4 (83.1)   | 23.1 (73.6)  | 17.1 (62.8)  | 11.5 (52.7)  | 20.6 (69.1)      |
| 日平均気温 °C （°F）                           | 4.6 (40.3)   | 5.2 (41.4)   | 8.5 (47.3)   | 13.9 (57)    | 19.1 (66.4)   | 22.9 (73.2)   | 26.9 (80.4)   | 27.9 (82.2)  | 23.9 (75)     | 18.0 (64.4)  | 12.0 (53.6)  | 6.7 (44.1)   | 15.8 (60.4)      |
| 平均最低気温 °C （°F）                         | 0.3 (32.5)   | 0.6 (33.1)   | 3.5 (38.3)   | 8.6 (47.5)   | 14.0 (57.2)   | 19.1 (66.4)   | 23.6 (74.5)   | 24.4 (75.9)  | 20.1 (68.2)   | 13.5 (56.3)  | 7.3 (45.1)   | 2.4 (36.3)   | 11.5 (52.7)      |
| 最低気温記録 °C （°F）                         | −5.4 (22.3)  | −8.0 (17.6)  | −3.5 (25.7)  | −0.8 (30.6)  | 3.1 (37.6)    | 9.8 (49.6)    | 16.0 (60.8)   | 17.1 (62.8)  | 8.9 (48)      | 2.7 (36.9)   | −0.9 (30.4)  | −4.1 (24.6)  | −8.0 (17.6)      |
| 降水量 mm （inch）                             | 34.4 (1.354) | 42.4 (1.669) | 78.2 (3.079) | 82.5 (3.248) | 101.9 (4.012) | 149.8 (5.898) | 154.1 (6.067) | 81.3 (3.201) | 133.0 (5.236) | 93.6 (3.685) | 51.2 (2.016) | 40.4 (1.591) | 1,042.2 (41.031) |
| 平均月間日照時間                               | 152.5        | 144.5        | 175.7        | 189.8        | 199.2         | 143.1         | 173.0         | 206.5        | 155.2         | 166.7        | 149.7        | 145.8        | 2,001.3          |
| 出典1：気象庁（平年値の統計期間：1991-2020年） |              |              |              |              |               |               |               |              |               |              |              |              |                  |
| 出典2：気象庁                                  |              |              |              |              |               |               |               |              |               |              |              |              |                  |

## 市勢
- 面積：355.63平方キロメートル
- 人口：480,007人
  - 男性：234,194人
  - 女性：245,813人
- 世帯数：216,317世帯
- 人口密度：1,349.73人/km2

（令和3年11月末日の登録人口による）

### 人口
| |                                        |  |
| 倉敷市と全国の年齢別人口分布（2005年） | 倉敷市の年齢・男女別人口分布（2005年） |  |
| ■紫色 ― 倉敷市 ■緑色 ― 日本全国 | ■青色 ― 男性 ■赤色 ― 女性              |  |
| 倉敷市（に相当する地域）の人口の推移 \| 1970年（昭和45年） \| 374,385人 \| \| \| 1975年（昭和50年） \| 417,750人 \| \| \| 1980年（昭和55年） \| 432,171人 \| \| \| 1985年（昭和60年） \| 443,721人 \| \| \| 1990年（平成2年） \| 445,059人 \| \| \| 1995年（平成7年） \| 453,618人 \| \| \| 2000年（平成12年） \| 460,869人 \| \| \| 2005年（平成17年） \| 469,377人 \| \| \| 2010年（平成22年） \| 475,513人 \| \| \| 2015年（平成27年） \| 477,118人 \| \| \| 2020年（令和2年） \| 474,592人 \| \| |                                        |  |
| 総務省統計局 国勢調査より |                                        |  |
| 1970年（昭和45年） | 374,385人                              |  |
| 1975年（昭和50年） | 417,750人                              |  |
| 1980年（昭和55年） | 432,171人                              |  |
| 1985年（昭和60年） | 443,721人                              |  |
| 1990年（平成2年） | 445,059人                              |  |
| 1995年（平成7年） | 453,618人                              |  |
| 2000年（平成12年） | 460,869人                              |  |
| 2005年（平成17年） | 469,377人                              |  |
| 2010年（平成22年） | 475,513人                              |  |
| 2015年（平成27年） | 477,118人                              |  |
| 2020年（令和2年） | 474,592人                              |  |

### 近隣都市との関係
当市は岡山都市圏に含まれ岡山市とは人的交流に加え行政面でも密接な関係をもち、全体的に岡山への通勤・通学者が圧倒的に多い。しかし、両市は過去に県主導で行われた合併構想を破談にしており、かつて倉敷市は代官所が置かれた天領、岡山市は外様大名の城下町であったという中心地域成立の歴史的違いによる対抗心も根強いものがある。なお、児島地域は岡山市と同じ旧備前国、江戸時代は岡山藩の支配下におかれ、交通の便も岡山市の方が良いなど繋がりが強く、本社の移転や最初の出店は岡山市内に構えることが多い。
また、県境を越えて西にある福山都市圏や、瀬戸大橋（瀬戸内海）を越えた対岸の高松都市圏との交流も少なくない。市内の地域によって事情は異なるが、地理的な位置関係からJR山陽本線沿線の玉島地域・倉敷地域は福山、南の児島地域は高松への通勤・通学者もいる。

### 隣接している自治体・行政区
- 岡山市（北区、南区）
- 玉野市
- 総社市
- 浅口市
- 小田郡矢掛町
- 都窪郡早島町

香川県（海上で隣接）
- 坂出市（JR瀬戸大橋線かつ瀬戸中央自動車道で結ばれている）
- 丸亀市

## 歴史
各地域の沿革の詳細は、倉敷・水島・玉島・児島・庄村・茶屋町・船穂町・真備町の各ページを参考のこと。

### 古代 - 中世

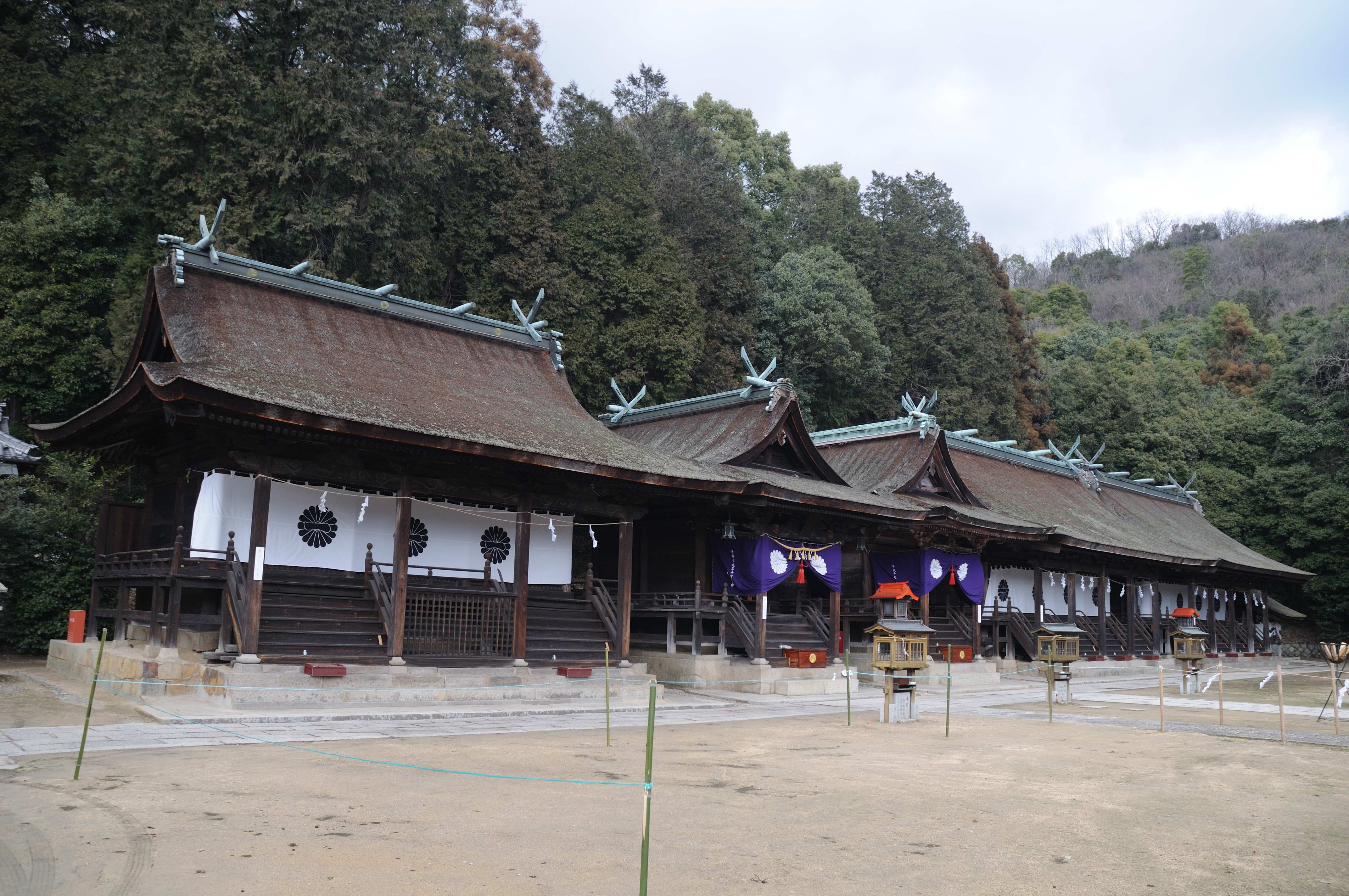
熊野神社

市内の最も古いとされる遺跡は紀元前2万年ごろ先土器時代の鷲羽山遺跡で、この当時瀬戸内海は陸地であったと推測されている。1万年前に氷期が終わり海水面が上昇、6000年前までに海になった。なお、中津貝塚、福田貝塚、船元貝塚などといった、学史的に著名な遺跡が多く存在している。
もっとも早く村として形成されたとされるのが吉備路の南に位置する現在の庄地区北部で、この周辺はかつて「吉備の津」と呼ばれ吉備国の海の玄関であったことから、紀元前100年ごろの上東遺跡（じょうとういせき）に楯築遺跡（たてつきいせき）や王墓山古墳群、6世紀ごろに土器を生産した二子窯跡に加え650年ごろに作られた日畑廃寺跡など多くの遺跡が集中している。
現在の倉敷市一帯は3世紀から律令国になるまでは吉備国、飛鳥時代7世紀後半の壬申の乱をきっかけに行われた吉備分割後は旧児島郡に含まれる地区が備前、それ以外は備中になった。備中国の中枢および国府は共に倉敷市の北に隣接し備中国分寺のある総社市に置かれていたと推測され、高梁川を隔てた西に位置する真備地区一帯を拠点としていた吉備国の有力氏族・下道氏（しもつみち）出身の吉備真備が活躍したのは奈良時代8世紀後半ごろである。
倉敷地域の倉敷美観地区周辺は吉備の穴海（児島湖と児島湾の原型）と呼ばれた内海に浮かぶ鶴形山と向山によって形成された鶴形島（円亀島、阿智島）を起源とする。8世紀末・平安時代初めごろには既に陸続きになり、周辺は阿智潟と呼ばれる干潟であった。10世紀中ごろ、藤原純友の乱の後、小野好古が鶴形山に南に城を築き中世まで小野氏が支配したと云われる。倉敷の名前が登場するのは近世になってからであるが、以前より水夫（かこ）の港が現在の船倉町辺りにあったとされる。水夫達は周辺で行われた数々の戦いにかり出され、水軍として活躍したといわれている。なお、中世の高梁川河口は現在の水江・船穂町柳井原・船穂町水江付近である。
児島地域は吉備児島（または備前児島）と呼ばれた離島の西側にあたり、『古事記』や『万葉集』などに書かれた古くから海上交通の要衝であったためヤマト王権の時代に屯倉が置かれた。奈良時代に建立された熊野十二社権現の寺社地や通生荘（かよおのしょう）の荘園などが存在し、本州と四国を結ぶ中継地として機能していた。藤原純友の乱・源平合戦藤戸の戦い・南北朝の戦いなどに関わり戦国時代には政治軍事上の要地として豪族の争奪戦が行われるなど、度々戦乱の舞台にもなった。『太平記』に登場する児島高徳は当地の出身であるとする説がある。
玉島地域の平野は江戸時代初めごろまで七島・柏島・乙島（おとしま）などの島々に囲まれた甕ノ海（もたいのうみ）という内海であった。八島から道口一帯は甕ノ泊（もたいのとまり）といわれた天然の良港で中世から備中国の海の玄関になり、古墳時代 - 室町時代に陶（すえ）から亀山周辺で生産された須恵器（亀山焼）という甕（かめ）などの土器を出荷していた。また、玉島旧市街地周辺の海は『万葉集』で"玉の浦”と読まれ、場所は源平合戦・水島の戦いで舞台になった乙島と柏島から北に位置する七島に囲まれた一帯と推測される。
『和名類聚抄』（平安時代の辞書）によると7世紀の律令制によって定められた現在の倉敷市内にあたる行政区域は大まかに次の通りとされる。
- 備中国
  - 窪屋郡 - 阿智郷（阿知、万寿、帯江地区）、大市郷（大内、川入、酒津、水江）、美簀郷（祐安、西岡、浅原）
  - 都宇郡 - 深井郷（二子、松島、上東、山地）、駅家郷（矢部、日畑）
  - 下道郡 - 河辺郷（川辺）、曾能郷（岡田、市場）、八田郷（箭田）、邇磨郷（二万）、呉妹郷（妹）、穂北郷（陶）、秦原郷（辻田）
  - 浅口郡 - 間人郷（柏島、乙島、黒崎）、船穂郷（船穂）、阿智郷（西阿知地区）
- 備前国
  - 児島郡 - 児島郷（林、木見、串田、曾原、福江）、都羅郷（連島、福田、下津井、ほか）※連島は備中国浅口郡へ移管

※括弧内は近辺と推定される現在の地名

### 近世

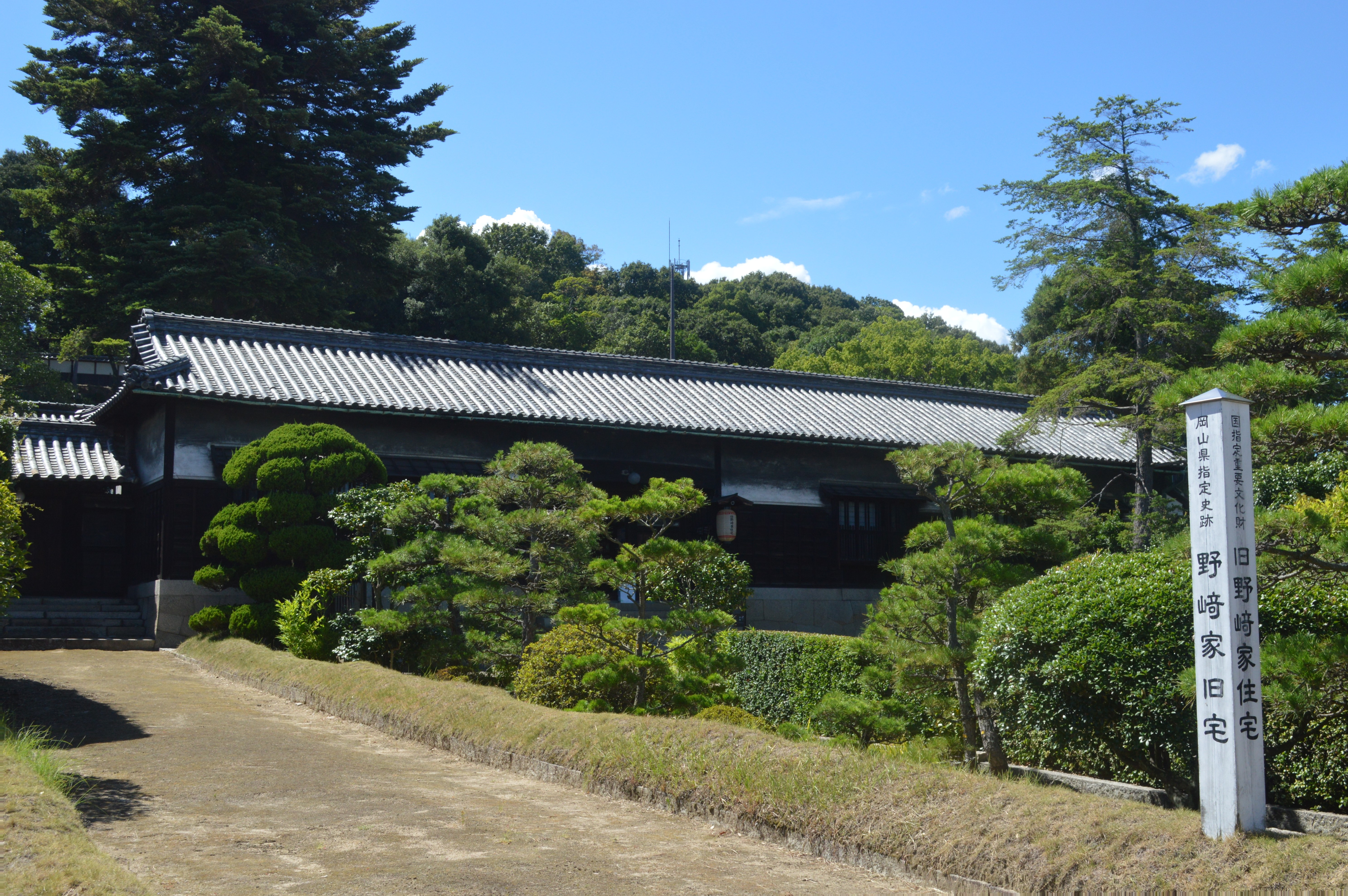
旧・野崎邸

倉敷一帯の島々は豊臣政権の五大老であった宇喜多秀家が始めた干拓が江戸時代以降も続き、やがてそれらの島々が陸続きになり現在の平野が形成された。なかでも小豆島に匹敵する大きさの吉備児島は児島半島となった。江戸時代に入り幕藩体制下ではかなり複雑な統治がされており、場所によって様々な領地が入り乱れている。天領である倉敷代官所領の他、備中松山藩・岡山藩（鴨方藩・生坂藩などの支藩を含む）・浅尾藩・丹波亀山藩・岡田藩他の大名領に加え、知行処（旗本領）や寺社領などがあった。
天領になった倉敷旧市街は高梁川と児島湾を結ぶ運河として倉敷川が作られ内陸の港町になり、1614年備中松山城の城番で備中代官であった小堀政一が陣屋を構えた後、代官所（支配所）がおかれた。その後、倉敷が商人の町として発展したのは港の機能より年貢米の集積地としてであった。倉敷代官所は商人たちの自治を認め優遇したことで人口も増加し、領地は名目上5万石であったが、実質は10万石以上の領地を支配した。なお、倉敷代官所は現在の倉敷アイビースクエアのある場所に置かれ、美観地区の蔵屋敷はこれによって富を得た商人の蔵である。
児島地区は岡山藩の支藩である天城池田家支配の下、古くからの産業である塩田に加え、周辺の新田で栽培された綿花を使った機織りが盛んになり、藩はそれらに専売制を取り入れ財政の柱にすえる。やがて機織りによって作られた製品が地場産業となり、真田紐や足袋などといった名産品を生み出し“繊維の町・児島”の素地を形成していく。沿岸の港のうち下津井は北前船の寄港地、田の口と下村（現下の町）は瑜伽大権現と四国金刀比羅宮を結ぶ港として繁栄した。
玉島地区の甕ノ泊は備中松山藩藩主の水谷勝隆・勝宗親子と岡山藩による干拓で瀬戸内海側に面していた乙島や柏島と陸続きになった。その後、水谷氏により高瀬通しと呼ばれる水路が作られ、下流の玉島新田と阿賀崎新田は高梁川上流から高瀬舟によって運ばれてくる物資を北前船に載せる積出港として発展した。やがて“玉島湊”として全国に知られるようになるが、1693年水谷氏断絶後は幕府に領地の多くが接収され、備中松山藩領として残った羽黒神社周辺を除き倉敷代官所、岡山藩、丹波亀山藩などによって細分統治された。

### 年表
（645年 - 大化の改新）

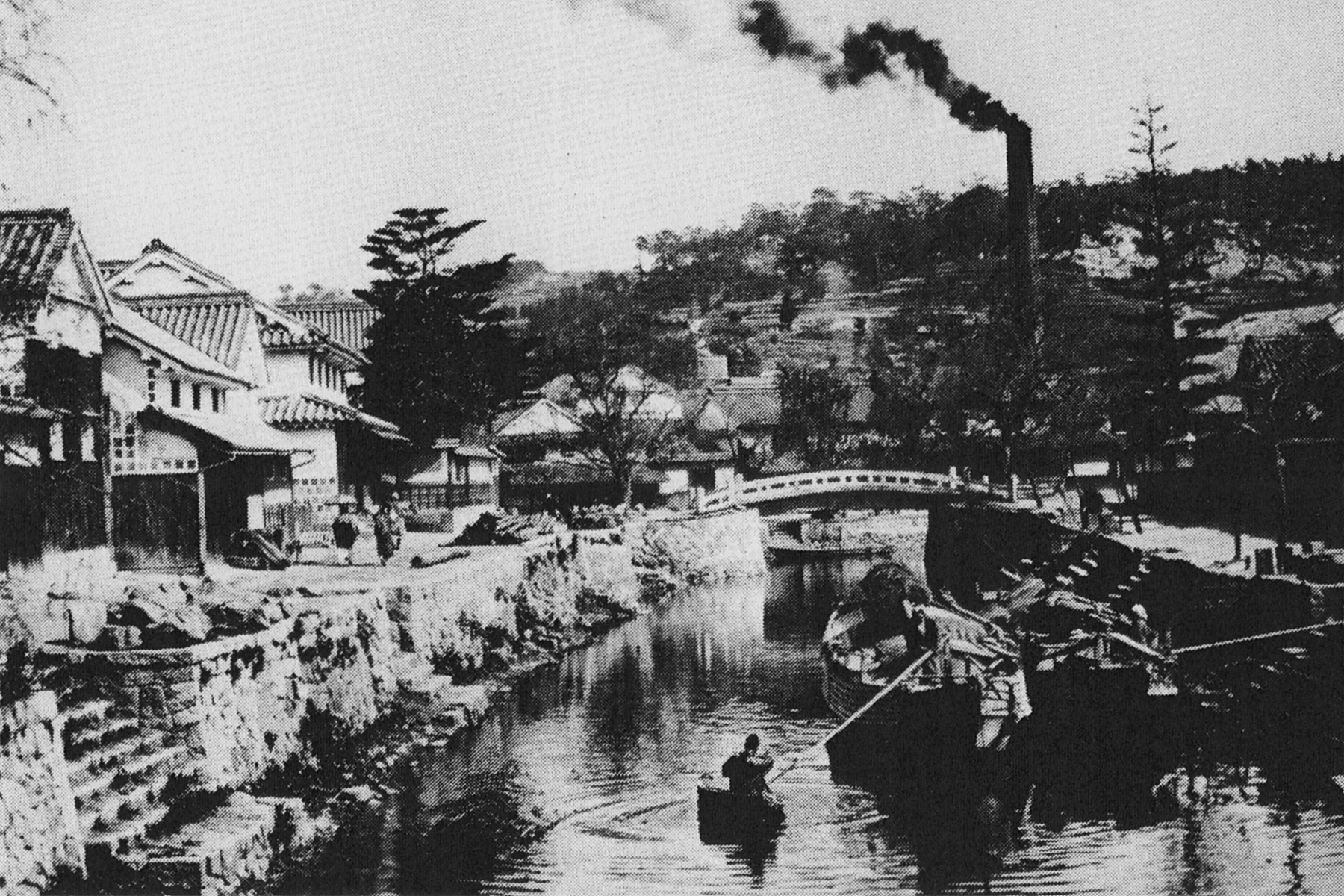
明治末期の倉敷川（大原孫三郎撮影）

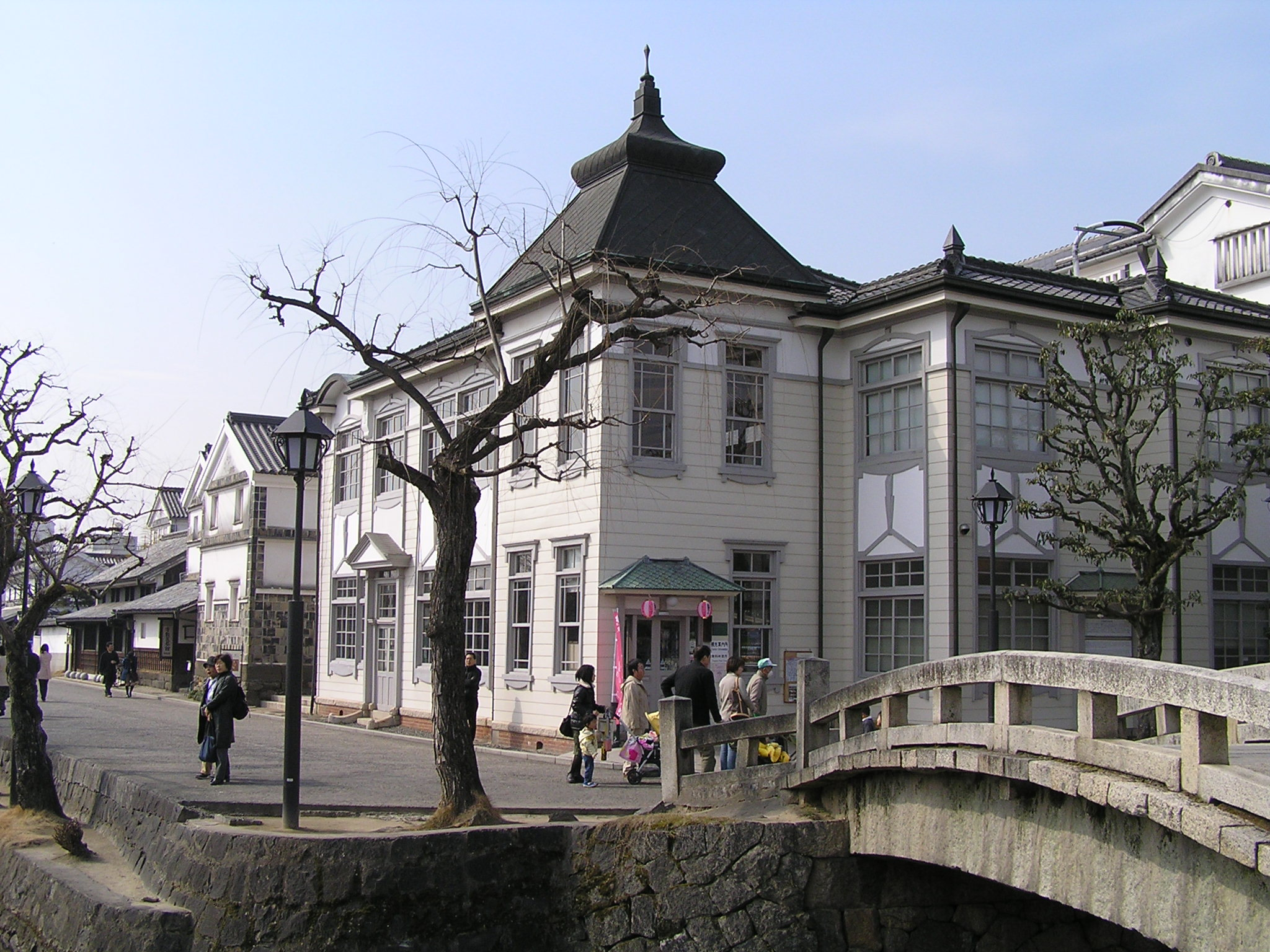
旧・倉敷町役場

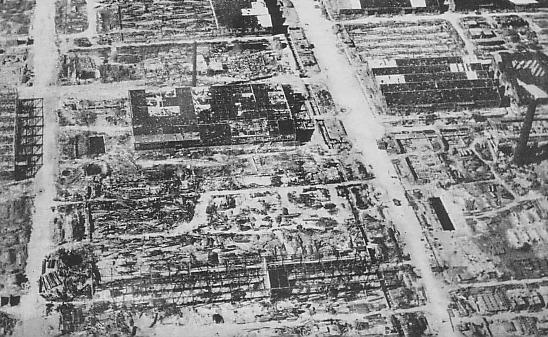
空襲後の水島

- 689年 - 持統天皇3年に吉備国が備前国、備中国、備後国に分割される。
- 701年 - 郷内地区に熊野神社、通生に本荘八幡宮が創建される。
- 717年 - 吉備真備が阿倍仲麻呂・玄昉らと共に遣唐使として唐国に渡る。
- 733年 - 玄昉の弟子にあたる行基によって由加山・瑜伽大権現、同じ天平年間に円通寺、藤戸寺などが創建される。

（794年 - 平安遷都）
- 859年 - 連島に宝嶋寺が理源大師（聖宝）により創建される。
- 939年 - 承平天慶の乱で藤原純友が下津井沖の釜島に砦を築く。
- 1183年 - 水島灘の乙島・柏島で源平合戦（治承・寿永の乱）・水島の戦いがおきる。
- 1185年 - 藤戸で源平合戦（治承・寿永の乱）・藤戸の戦いがおきる。
- 1221年 - 承久の乱が起こり後鳥羽上皇の皇子・頼仁親王が児島に流される。
- 1336年 - 南北朝の戦いで足利尊氏が下津井から上陸し福山合戦がおきる。
- 1550年 - 玉島湊と松山（高梁市）間で高瀬舟による物資の輸送がはじまる。
- 1584年 - 宇喜多秀家が早島から高梁川河口まで汐止め堤防を築く。

（1603年 - 江戸幕府開府）
- 1606年 - 備前藩下津井城完成（1639年廃城、天城陣屋に移る）。
- 1615年 - 伊東長実が岡田藩（真備町岡田）を立藩。
- 1616年 - 倉敷・玉島近辺の水島灘で新田開発が始まる。
- 1642年 - 倉敷村が幕府の直轄地になる。玉島地区一帯が備中松山藩の支配になる。
- 1704年 - 帯江戸川氏の戸川安広が帯江沖新田（茶屋町）の開発に着手する。
- 1779年 - 良寛和尚が円通寺で修行を始める。
- 1829年 - 野崎武左衛門が児島（味野地区・赤崎）で塩田事業を始める。
- 1866年 - 倉敷浅尾騒動。
- 1868年7月5日（明治元年[注 2]5月16日[注 3]） - 廃藩置県により倉敷県の管轄となり、倉敷村に県庁が設置される。
- 1871年12月26日（明治4年11月15日[注 3]） - 県統合により倉敷県・福山県などが合併し、深津県の管轄となる。翌年小田県に改称。
- 1875年（明治8年）12月10日 - 小田県が岡山県へ併合。同県の管轄となる。
- 1876年（明治9年）9月 - 倉敷村がかつての枝村の新田村、および有城村飛地・帯高村飛地・亀山村飛地を編入合併。
- 1881年（明治14年） - 乙島（玉島乙島）に市内で初の玉島紡績所が操業。
- 1882年（明治15年） - 日本最初とされる海水浴場の一つが沙美に開場。
- 1889年（明治22年）6月1日 - 町村制施行により、近世以来の倉敷村が単独で自治体を形成する。大字は編成せず[11]。村長に植田年（みのる）。
- 1891年（明治24年）
  - 6月16日 - 町制を町制を施行し倉敷町となる。2代町長に小山慎平（小山家は綿仲買によって新興した新緑派の商家「浜田屋」）[12][13]。
  - 窪屋郡倉敷町に山陽鉄道倉敷駅が開業、初めて鉄道ができる。
- 1900年（明治33年）4月1日 - 窪屋郡と都宇郡が合併し都窪郡となり、倉敷町に郡役所が設置される。
- 1917年（大正6年） - 町役場が竣工[14]。
- 1920年（大正9年） - 倉敷町に14か町その他の通称地名が設定[15]。
- 1921年（大正10年） - 児島地域で学生服の生産がはじまる。
- 1923年（大正12年） - 倉紡中央病院（現倉敷中央病院）が開院。
- 1925年（大正14年） - 高梁川改修工事が完成。
- 1926年（大正15年） - 大原孫三郎により倉敷絹織株式会社（現・クラレ）が設立される。
- 1927年（昭和2年）4月1日 - 都窪郡倉敷町・万寿村・大高村が合併し、新しい倉敷町を新設。合併各村の15大字を継承、および倉敷を起立して16大字を編成[15]。旧倉敷町役場、現在の美観地区・倉敷館を役場とする。
- 1928年（昭和3年）4月1日 - 都窪郡倉敷町が市制施行し、倉敷市（初代）が発足（岡山県で2番目の市）。町役場を市役所（初代）とする。
- 1930年（昭和5年）
  - 大原美術館が開館。
  - 8月1日 - 児島郡福田村の一部（浦田）を編入。
- 1932年（昭和7年） - 市役所（2代）を旭町の旧倉敷紡績事務所（現在の倉敷郵便局の場所）に貸借にて移転。
- 1934年（昭和9年） - 鷲羽山・王子が岳が瀬戸内海国立公園に指定される。
- 1936年（昭和11年） - 倉敷市歌（初代）を制定。

（1941年（昭和16年） - 太平洋戦争開戦）
- 1944年（昭和19年）1月1日 - 都窪郡中洲町を編入。

- 1945年（昭和20年） - 水島空襲が発生（6月22日）。水島航空機製作所が米軍の空襲により破壊される。
- 1947年（昭和22年）12月9日 - 昭和天皇が大高小学校などに行幸（昭和天皇の戦後巡幸）[16]。
- 1948年（昭和23年） - 児島郡の3町1村が新設合併し、児島市が発足。
- 1950年（昭和25年）9月1日 - 児島郡粒江村を編入。
- 1951年（昭和26年）3月28日 都窪郡中庄村・帯江村・菅生村を編入。
- 1952年（昭和27年）
  - 1月1日 - 浅口郡玉島町が市制施行し、玉島市が発足。
  - 4月1日 - 都窪郡豊洲村の一部を編入。
- 1953年（昭和28年）
  - 水島臨海工業地帯の建設が始まる。
  - 1月1日 - 浅口郡西阿知町を編入。
  - 6月1日 - 浅口郡連島町と児島郡福田町を編入。
- 1954年（昭和29年）
  - 鷲羽山遺跡が発見される。
  - 12月1日 - 児島郡藤戸町および児島郡興除村の一部を編入。
- 1960年（昭和35年）6月11日 - 市庁舎本館（3代）が西小学校跡に竣工（現在の倉敷市立美術館）。
- 1965年（昭和40年） - 児島地域でジーンズの生産がはじまる。
- 1967年（昭和42年） - 倉敷市（初代）・児島市・玉島市が新設合併し、現行の倉敷市（二代目）が発足。倉敷市歌（2代目、現行）を制定。
- 1968年（昭和43年） - 倉敷市伝統美観保存条例が制定され、美観地区の整備に着手する。
- 1972年（昭和47年）5月1日 - 都窪郡茶屋町を編入。
- 1975年（昭和50年） - 山陽新幹線新倉敷駅が開業（玉島駅から改称）。
- 1988年（昭和63年） - 山陽自動車道倉敷JCT - 福山東IC間、同早島支線倉敷JCT - 早島IC間が開通。
- 1988年（昭和63年） - 児島・坂出（香川県）を結ぶ瀬戸大橋が完成。瀬戸中央自動車道が開通、JR本四備讃線（瀬戸大橋線）が開業。
- 2002年（平成14年） - 中核市に指定される（全国で30番目）。

### 地名の由来
現倉敷市の名称は、全国的にも観光地として知られる倉敷美観地区の周辺一帯の旧地名「倉敷村」に由来する。倉敷という地名は、中世に支配地の年貢米や貢納物を領主へ送るために、周辺の支配地からそれらを集めておく場所であった「倉敷地」に由来しているとする説が地元の歴史家の間では有力とされる。倉敷村はかつて倉敷地であったといわれている。倉敷地は「蔵屋敷が立ち並んだので、『蔵屋敷』地が転訛して『倉敷』地となった」といわれ、また「倉とは船蔵屋敷あるいは水夫屋敷のことを指す」ともいわれる。倉敷村が誕生したのは戦国時代 - 安土桃山時代の間（1565年 - 1585年）であるといわれ、「蔵敷」「倉輔」などとも書かれることもあった。江戸時代に幕府代官所が置かれ陣屋町となり、また物資の集散地になり、川港として栄えて豪商の蔵が建ち並び商家町として繁栄。現在の美観地区周辺の基礎が生まれた。
なお、倉敷地は全国各地にあったが、倉敷市同様に現代まで倉敷地に由来する地名が残っている例がある。たとえば同じ岡山県内の美作市林野も戦国時代ごろから倉敷村と呼ばれた。なお、こちらも江戸時代に天領となり代官所があった。1918年（大正7年）美作の英田郡倉敷町は旧郷名の林野郷（はいのごう）に由来する林野（はやしの）町に改名し備中の都窪郡倉敷町に倉敷の名を譲った形となった。現在も林野から吉野川（吉井川支流）下流の美作市巨勢（こせ）に下倉敷という字が残っており、宇野バスが運行する路線に下倉敷のバス停があるなど、倉敷地の名残は現在も残っている。

### 市域の変遷

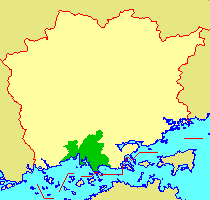
平成合併前の倉敷市域

明治時代に郡役所が置かれた倉敷、味野、玉島の各村が周辺の村々を吸収し、大規模河川や山地によって隔てられたこれらの地域がそれぞれ市制を布き市域を拡大してきた。
1961年（昭和36年）、三木行治岡山県知事により岡山市・西大寺市・旧倉敷市・児島市・玉島市・玉野市・旧総社市を含む33市町村が合併する岡山県南百万都市建設計画が提唱され、協議会によりすべての市町村議会において合併合意にまで至った。
しかし、倉敷・岡山・児島の3市の首長は合併申請を行わず、高橋勇雄倉敷市長の失踪（これは三木県知事や森清企画室長の圧力に加え、合併推進派が用意したと思われる男女の議会傍聴席占拠行為、「中国新報」という赤新聞の発行などによる倉敷市長他関係者の誹謗中傷を新聞記事にして無料配布するなど、調印式前後に高橋市長自身が身の危険を感じたことによる失踪）、そして3市の脱退と三木知事の急逝により結局実現には至らなかった。
百万都市合併構想が頓挫した後、自治省事務次官の救済案の提示により岡山市を中心とする備前ブロックと旧倉敷市を中心とする備中ブロックの二つに分けてブロック毎に段階的な合併をする方針に方向転換した。その後、合併協議会に加わっていた旧倉敷市・児島市・玉島市の旧3市が合併することとなったが、そのきっかけとなった理由は、それら旧3市で臨海工業地帯の工場用地にまつわる領有権争いを互いに回避したいとの思惑があったためと言われている。つまり、岡山県南百万都市建設計画問題の発端ともなった水島臨海工業地帯が旧3市の区域内にあり、倉敷市水島・児島市・玉島市各地区の海や川など当時の3市の境界線がぼんやりと定まらないなか、領有権争いの勃発を合併により未然に防いだとされる。
結果的に、現在の倉敷市は都窪郡・浅口郡・吉備郡（旧下道郡）・児島郡と広範囲の地域に及んでいる。
| 年月日                   | 新市発足後編入された市町村             |
| ------------------------ | -------------------------------------- |
| 1971年（昭和46年）3月8日 | 都窪郡庄村を編入合併。                 |
| 1972年（昭和47年）5月1日 | 都窪郡茶屋町を編入合併。               |
| 2005年（平成17年）8月1日 | 浅口郡船穂町、吉備郡真備町を編入合併。 |

※旧倉敷市・児島市・玉島市の合併関係はそれぞれの項目を参照

### 旧倉敷町
現在の岡山県倉敷市の中心市街地に概ね該当する区域に加え、現在の同市向山や新田を含む範囲を管轄していた。
前身となる倉敷村は、古くは吉備の穴海の西部にあたる阿知の海と呼ばれる海域にあった現在加須山から続く丘陵となっている島嶼にあった港町であった。早い時期より海洋交通の拠点となり、加子浦に指定されている。文禄・慶長の役には加子役銀を上納、近世初頭の島原の乱では浦手御用をつとめたという記録もある。
中世末期、宇喜多秀家が家臣の岡利勝に命じ、阿知の海を干拓したことにより陸続きとなり、倉敷村は運河における河港となる。近世に干拓が引き続き行われ、周囲一帯は平野となり、運河は汐入川となり、倉敷村はその最上流となる（現在の倉敷川）。
近世初頭には備中松山の外港として、物資の集散拠点として繁栄。また出張陣屋も建てられ、陣屋町としても発展する。その後、幾度の領地変遷を経て天領（幕府直轄地）となった。寛永19年（1642年）には「倉敷代官」が派遣され（倉敷支配所）、延享3年（1746年）には代官所建物が完成した。
明治になると、倉敷県の管轄となり、県庁所在地となる。その後、小田県（深津県）を経て岡山県に管轄が変遷。1876年（明治9年）には、村南部にある向山や新田などの枝村や周辺村の飛地を併合。翌年には窪屋郡役所が村内に設置される。1887年（明治20年）に町制施行し、倉敷町へ改称。1900年（明治33年）には郡統合により都窪郡に所属が移った。
1927年（昭和2年）に都窪郡倉敷町・万寿村・大高村の3自治体が対等合併し、新しい倉敷町を新設。翌1928年（昭和3年）に市制施行して倉敷市（旧）になり、のち周囲の町村を次第に編入合併していき、1967年（昭和42年）に倉敷・玉島・児島の3市が合併し、新しい倉敷市を新設し現在に至っている。

#### 歴代首長
| 代                                                                  | 氏名     | 就任年月日                 | 退任年月日                | 備考                                              |
| ------------------------------------------------------------------- | -------- | -------------------------- | ------------------------- | ------------------------------------------------- |
| 1                                                                   | 植田年   | 1889年（明治22年）7月19日  | 1891年（明治24年）6月30日 | 倉敷村長 1891年6月16日町制施行                    |
| 2                                                                   | 小山慎平 | 1891年（明治24年）7月24日  | 1893年（明治26年）7月14日 |                                                   |
| 3                                                                   | 植田年   | 1893年（明治26年）8月1日   | 1910年（明治43年）12月7日 |                                                   |
| 4                                                                   | 木村和吉 | 1910年（明治43年）12月13日 | 1918年（大正7年）12月12日 |                                                   |
| 5                                                                   | 原澄治   | 1918年（大正7年）12月18日  | 1924年（大正13年）5月21日 |                                                   |
| 6                                                                   | 関藤碩衛 | 1925年（大正14年）4月21日  | 1927年（昭和2年）3月31日  | 1927年4月1日倉敷町廃止 新倉敷町発足後も町長に就任 |
| 参考文献 - 倉敷市史 第11冊（永山卯三郎編著 名著出版 1974年 1207頁） |          |                            |                           |                                                   |

### 旧倉敷市
1927年、都窪郡倉敷町（初代）・万寿村・大高村の3町村が新しい倉敷町（2代）を新設。翌1928年に岡山県内で岡山市に次いで2番目に市制施行し、倉敷市（初代）となった。その後、幾度かの周辺との編入合併を行う。1967年に周辺の児島市・玉島市と新設合併を行い、新しい倉敷市（2代、現行の倉敷市）となり、旧･倉敷市は消滅した。
現在の倉敷地域と水島地域を合わせた地域が旧･倉敷市の範囲である。

#### 歴代首長
| 代 | 氏名     | 就任年月日              | 退任年月日               | 備考                           |
| -- | -------- | ----------------------- | ------------------------ | ------------------------------ |
| 初 | 関藤碩衛 | 1927年（昭和2年）4月1日 | 1928年（昭和3年）3月31日 | 旧・倉敷町から引き続き町長就任 |

| 代         | 氏名       | 就任年月日                | 退任年月日                 | 備考                           |
| ---------- | ---------- | ------------------------- | -------------------------- | ------------------------------ |
| 初         | 関藤碩衛   | 1928年（昭和3年）4月1日   | 1929年（昭和4年）1月6日    | 新・倉敷町から引き続き市長就任 |
| 2-3        | 平松俊太郎 | 1929年（昭和4年）7月27日  | 1937年（昭和12年）7月26日  |                                |
| 4-6        | 古屋野橘衛 | 1937年（昭和12年）7月27日 | 1946年（昭和21年）11月25日 |                                |
| 7          | 金子藤一郎 | 1947年（昭和22年）4月5日  | 1949年（昭和24年）1月6日   |                                |
| 8-11       | 高橋勇雄   | 1949年（昭和24年）2月20日 | 1964年（昭和39年）9月25日  |                                |
| 12         | 大山茂樹   | 1964年（昭和39年）11月5日 | 1967年（昭和42年）1月31日  | 新・倉敷市初代市長             |
| 参考文献 - |            |                           |                            |                                |

#### 歴代市議会議長
| 代         | 氏名         | 就任年月日                | 退任年月日                 | 備考                      |
| ---------- | ------------ | ------------------------- | -------------------------- | ------------------------- |
| 初         | 古屋野橘衛   | 1928年（昭和3年）4月21日  | 1932年（昭和7年）2月24日   |                           |
| 2-3        | 林源一       | 1932年（昭和7年）2月24日  | 1936年（昭和11年）4月11日  |                           |
| 4          | 古屋野橘衛   | 1936年（昭和11年）4月22日 | 1937年（昭和12年）7月26日  | 退任後の翌日に市長就任    |
| 5          | 船曳貞治郎   | 1937年（昭和12年）8月5日  | 1938年（昭和13年）10月23日 |                           |
| 6          | 小野奏次郎   | 1938年（昭和13年）11月4日 | 1942年（昭和17年）8月5日   |                           |
| 7          | 安居じん太郎 | 1942年（昭和17年）8月16日 | 1943年（昭和18年）7月23日  |                           |
| 8          | 白神種二     | 1943年（昭和18年）9月11日 | 1947年（昭和22年）3月19日  |                           |
| 9          | 高橋勇雄     | 1947年（昭和22年）5月19日 | 1949年（昭和24年）1月27日  | 退任後の2月20日に市長就任 |
| 10         | 神崎松次     | 1949年（昭和24年）2月28日 | 1951年（昭和26年）4月29日  |                           |
| 11         | 三宅為一     | 1951年（昭和26年）5月8日  | 1955年（昭和30年）1月8日   |                           |
| 12         | 山本一郎     | 1955年（昭和30年）1月8日  | 1955年（昭和30年）1月21日  |                           |
| 13-14      | 三宅為一     | 1955年（昭和30年）2月21日 | 1961年（昭和36年）2月13日  |                           |
| 15-16      | 尾高源十郎   | 1961年（昭和36年）2月13日 | 1967年（昭和42年）1月31日  | 新・倉敷市初代市議会議長  |
| 参考文献 - |              |                           |                            |                           |

## 行政
倉敷市は2011年（平成23年）3月「都市計画マスタープラン」を策定し、その中で「地域別まちづくりの方針〈地域別構想〉」として、人口・面積規模が大きく一定の生活圏の広がりを有している本庁（倉敷）および水島・児島・玉島支所の各管轄エリアを「地域」、先の4エリアより人口・面積の規模は小さいが身近な生活圏を担っている庄・茶屋町・船穂・真備支所の各管轄エリアを「地区」と設定。市内を4地域4地区に分けて街作りの方針を掲げている。
上記の8エリアのうち倉敷・水島は2エリア合わせて旧倉敷市域に相当し、他のエリアは各支所管内が各旧自治体域に相当している。なお、8エリアの単位呼称は場合や組織により変わることもあり、地域・地区と呼び分けずに、地域または地区もしくは他の呼称を統一したり、単位呼称をつけずに呼んだりと、弾力的に呼称されている。
またエリア分けも組織などにより複数のバリエーションがあり、例えば「4地区」を近隣の「地域」に含み、庄・茶屋町を倉敷、船穂・真備を玉島に含むこともある。また他にも、倉敷と水島を併せて旧倉敷市域という意味で「倉敷」として扱う場合もある。

### 市長
現職市長
- 伊東香織（いとう かおり、2008年（平成20年）5月19日 - 。第6代市長。5期目。）
  - 2008年4月27日に行われた市長選には、現職市長の古市健三（59）、元総務省国際部多国間経済室長・前倉敷市収入役の伊東香織（41）、市議会議長の秋山正（53）の3名が立候補、日本共産党は独自候補の擁立を断念した。投票の結果、伊東が次点の古市を8,220票上回り当選。中四国地方で初の女性市長となった（肩書き・役職や年齢などは当時のもの）。
  - 2012年4月22日に行われた市長選には、現職市長の伊東と、市民団体「私たちの倉敷市政をつくる会」代表世話人・元京都府大山崎町議会議員で日本共産党推薦の矢引亮介（41）の2名が立候補。投票の結果、伊東が矢引を圧倒的な大差（99,157票差）で破り再選を果たした。

歴代市長（3市合併後）
（+印は在職中死去）
| 代   | 氏名      | 在職期間                      | 備考                                                 |
| ---- | --------- | ----------------------------- | ---------------------------------------------------- |
| 初代 | 大山茂樹  | 1967年3月5日 - 1979年3月4日   | 旧倉敷市長から留任                                   |
| 2    | 滝澤義夫  | 1979年3月5日 - 1991年3月4日   | 最後の玉島市長、倉敷市助役を歴任                     |
| 3    | 渡邊行雄+ | 1991年3月5日 - 1996年4月1日   | 元・水島ゴム用品社長、在任中に死去                   |
| 4    | 中田武志  | 1996年5月20日 - 2004年5月18日 | 市職員から助役を経て、チボリ公園誘致推進派として当選 |
| 5    | 古市健三  | 2004年5月19日 - 2008年5月18日 | 元県議会議長、児島地区出身                           |
| 6    | 伊東香織  | 2008年5月19日 - 現職          | 総務省元国際部多国間経済室長、倉敷市前収入役         |

### 市役所組織
倉敷市役所も参照

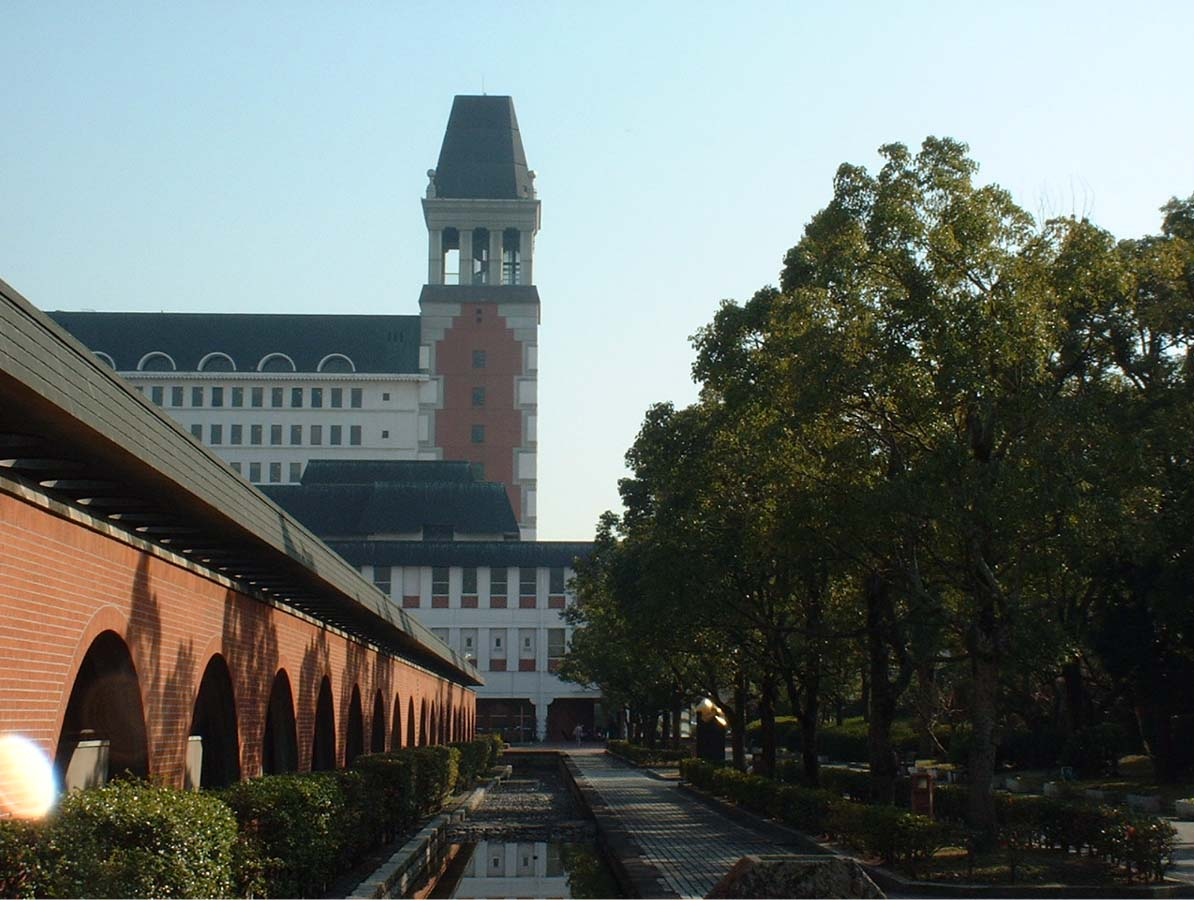
市役所本庁

行政区域が倉敷・児島・玉島・水島・庄・茶屋町・船穂・真備と8区分される。
倉敷地区には本庁があり、残りの7地区にはそれぞれ支所が配置されている。また、児島・玉島・水島の3支所は総務課・税務事務所・市民課・福祉課・国保介護課・産業課・建設課などが設けられている。
主要な組織（局）のみ記載（2011年（平成23年）4月1日現在）
- 本庁
  - 市長公室
  - 企画財政局
  - 総務局
  - 市民局
  - 環境リサイクル局
  - 保健福祉局
  - 文化産業局
  - 建設局
  - ボートレース事業局
  - 出納室
  - 消防局
  - 水道局
  - 議会事務局
  - 教育委員会
  - 外局（選挙管理委員会、監査事務局、公平委員会、農業委員会）
  - 倉敷駅前連絡所
  - 水江市民サービスコーナー
  - 西阿知市民サービスコーナー（旧西阿知出張所）
  - 藤戸市民サービスコーナー（旧藤戸出張所）
- 児島支所
  - 下津井市民サービスコーナー（旧下津井出張所）
  - 郷内市民サービスコーナー（旧郷内出張所）
- 玉島支所
- 水島支所
  - 福田市民サービスコーナー（旧福田出張所）
  - 連島市民サービスコーナー（旧連島出張所）
- 庄支所
- 茶屋町支所
- 船穂支所
- 真備支所

### 警察
- 児島警察署 : 児島（下津井・郷内）
- 倉敷警察署 : 倉敷・茶屋町・庄
- 水島警察署 : 水島（連島・福田）
- 玉島警察署 : 玉島・真備・船穂

### 消防
倉敷市消防局（都窪郡早島町・浅口市金光町地域の消防業務も受託している）
- 倉敷消防署
  - 中洲分署、庄出張所、東出張所（早島町も管轄）
- 水島消防署
- 児島消防署
  - 臨港分署、琴浦出張所、郷内出張所、下津井出張所
- 玉島消防署
  - 真備分署、北出張所、勇崎出張所、西出張所（浅口市金光町）
- コンビナート火災対策

石油コンビナート等災害防止法に基づいて、水島消防署に3点セットが配備されている。また、水島消防署とコンビナート内に、岡山県防災資機材センターがあり、消防車両が配備されている。また、企業が共同で消防車両を配備している。定期的に、岡山県石油コンビナート等防災計画に基づき、総合防災訓練が訓練が行われている。

### 財政
1990年代半ばまで倉敷市は工業地帯や児島競艇場などからの潤沢な収入により、地方交付税を受けない非交付団体であった。そのため市役所を始め豪華な施設や過剰と思われるような道路を建設するなど市民から不評の声も少なくなかった。人口増加も横這い傾向にもかかわらず都市計画は見直されず、市街地のスプロール化を招き、下水道に代表される公共事業費が膨らみ財政を圧迫した。
その結果、長引く景気の低迷による収入の減少に従い、地方交付税交付団体となる。
現在は支出の削減に取り組んでいる。例えば、行政施策を3年のローリング方式により毎年度見直しし緊急を要しない事業の削減、借金である市債の発行の抑制、施設の管理などの外部委託による市職員の削減などである。しかし、地方分権の一環による税源移譲は刻々と進まず、地方交付税交付金の激減と市債の償還によって現在も苦しい財政状況にある。
平成29年度当初予算

総額（歳出と歳入の合算） ― 356,776,964千円（102.0）
- 一般会計 - 175,243,790千円（105.0）
- 特別会計 - 130,522,01千円（101.6）[注 5]
- 財産区会計 - 51,828千円（86.4）
- 企業会計 - 50,959,332千円（93.7）[注 6]

歳出 - 175,243,790千円（105.0）
- 公債費 - 17,373,849千円（103.1）

歳入 - 175,243,790千円（105.0）
- 自主財源 - 95,451,277千円（104.1）
  - 市税 - 79,806,944千円（99.3）
- 依存財源 - 79,792,513千円（106.1）
  - 地方交付税 - 11,600,000千円（92.1）
  - 国庫支出金 - 30,073,395千円（107.0）
  - 市債発行額 - 15,096,300千円（133.1）

財政調整基金 - 11,070百万円（159百万円増、平成30年3月31日現在）
市債残高 - 172,814,479千円（177,289千円増、平成28年度）
財政力指数 - 0.865（平成29年度）

※括弧内は前年比。

## 議会

### 市議会
- 定数：43人
- 任期：2021年（令和3年）2月1日 - 2025年（令和7年）1月31日[30]
- 議長：中西公仁（未来クラブ）
- 副議長：塩津孝明（新政クラブ）

| 会派名                     | 議席数 | 議員名（◎は代表者）                                                           |
| -------------------------- | ------ | ----------------------------------------------------------------------------- |
| 未来クラブ                 | 8      | ◎大橋賢、赤澤幹温、片山貴光、中西公仁、原田龍五、矢野周子、山畑滝男、若林昭雄 |
| くらしき創生クラブ         | 7      | ◎三村英世、荒木竜二、伊東裕紀、北畠克彦、難波朋裕、森守、守屋弘志             |
| 公明党倉敷市議団           | 7      | ◎梶田省三、井出妙子、生水耕二、仙田貴孝、中西善之、新垣敦子、薮田尊典         |
| 新政クラブ                 | 5      | ◎大橋健良、大守秀行、塩津孝明、瀧本寛、松成康昭                               |
| 新風くらしき               | 5      | ◎日向豊、芦田泰宏、尾﨑勝也、中島光浩、平井俊光                               |
| 日本共産党倉敷市議会議員団 | 4      | ◎末田正彦、田口明子、田辺牧美、三宅誠志                                       |
| 青空市民クラブ             | 3      | ◎藤井昭佐、小郷ひな子、齋籐武次郎                                             |
| 無会派議員                 | 4      | 秋田安幸、塩津学、時尾博幸、藤原薫子                                          |
| 計                         | 43     |                                                                               |

### 岡山県議会（倉敷市・都窪郡選挙区）
- 定数：14名
- 任期：2019年（令和元年）5月15日 - 2023年（令和5年）5月14日

| 議員名     | 会派名                     | 備考             |
| ---------- | -------------------------- | ---------------- |
| 高橋戒隆   | 自由民主党岡山県議団       |                  |
| 山田総一郎 | 公明党岡山県議団           |                  |
| 千田博通   | 自由民主党岡山県議団       |                  |
| 吉田徹     | 公明党岡山県議団           |                  |
| 中塚周一   | 自由民主党岡山県議団       |                  |
| 秋山政浩   | 民主・県民クラブ           | 党籍は無所属     |
| 柳田哲     | 民主・県民クラブ           | 党籍は無所属     |
| 佐古一太   | 無所属                     |                  |
| 須増伸子   | 日本共産党岡山県議会議員団 |                  |
| 小田圭一   | 自由民主党県議団           |                  |
| 蓮岡靖之   | 自由民主党岡山県議団       |                  |
| 鳥井良輔   | 民主・県民クラブ           | 党籍は立憲民主党 |
| 渡辺英気   | 自由民主党岡山県議団       |                  |
| 遠藤康洋   | 自由民主党岡山県議団       |                  |

### 衆議院
- 任期 ： 2021年（令和3年）10月31日 - 2025年（令和7年）10月30日（「第49回衆議院議員総選挙」参照）

| 選挙区                                            | 議員名   | 党派名     | 当選回数 | 備考     |
| ------------------------------------------------- | -------- | ---------- | -------- | -------- |
| 岡山県第4区（旧船穂町、真備町域を除く倉敷市など） | 橋本岳   | 自由民主党 | 5        | 選挙区   |
| 岡山県第4区（旧船穂町、真備町域を除く倉敷市など） | 柚木道義 | 立憲民主党 | 6        | 比例復活 |
| 岡山県第5区（旧船穂町、真備町域の倉敷市など）     | 加藤勝信 | 自由民主党 | 7        | 選挙区   |

## 倉敷市にある出先機関

### 岡山県の出先機関
- 岡山県備中県民局本庁舎
- 岡山県備中保健所 - 総社市と早島町を管轄。倉敷市内は倉敷市保健所が管轄。

### 官庁出先機関
法務省
- 岡山地方検察庁倉敷支部
- 倉敷区検察庁・玉島区検察庁・児島区検察庁
- 岡山地方法務局倉敷支局

財務省
- 岡山財務事務所倉敷出張所
- 倉敷税務署・児島税務署・玉島税務署
- 神戸税関水島税関支署

厚生労働省
- 岡山労働局
  - 倉敷労働基準監督署
  - 倉敷中央公共職業安定所・児島出張所
- 日本年金機構
  - 倉敷東年金事務所
  - 倉敷西年金事務所
- 広島検疫所水島出張所

農林水産省
- 中国四国農政局倉敷統計情報出張所
- 神戸植物防疫所広島支所水島出張所

国土交通省
- 中国運輸局岡山運輸支局水島海事事務所
- 中国地方整備局
  - 岡山国道事務所玉島維持出張所
  - 岡山河川事務所高梁川出張所
  - 宇野港湾事務所水島港分室
- 第六管区海上保安本部水島海上保安部

防衛省
- 自衛隊岡山地方協力本部倉敷地域事務所

裁判所
- 岡山地方裁判所倉敷支部
- 岡山家庭裁判所倉敷支部・児島出張所・ 玉島出張所
- 倉敷簡易裁判所・児島簡易裁判所・玉島簡易裁判所

政令指定都市以外で、簡易裁判所が3箇所あるのは倉敷市だけである。

## 主な医療機関

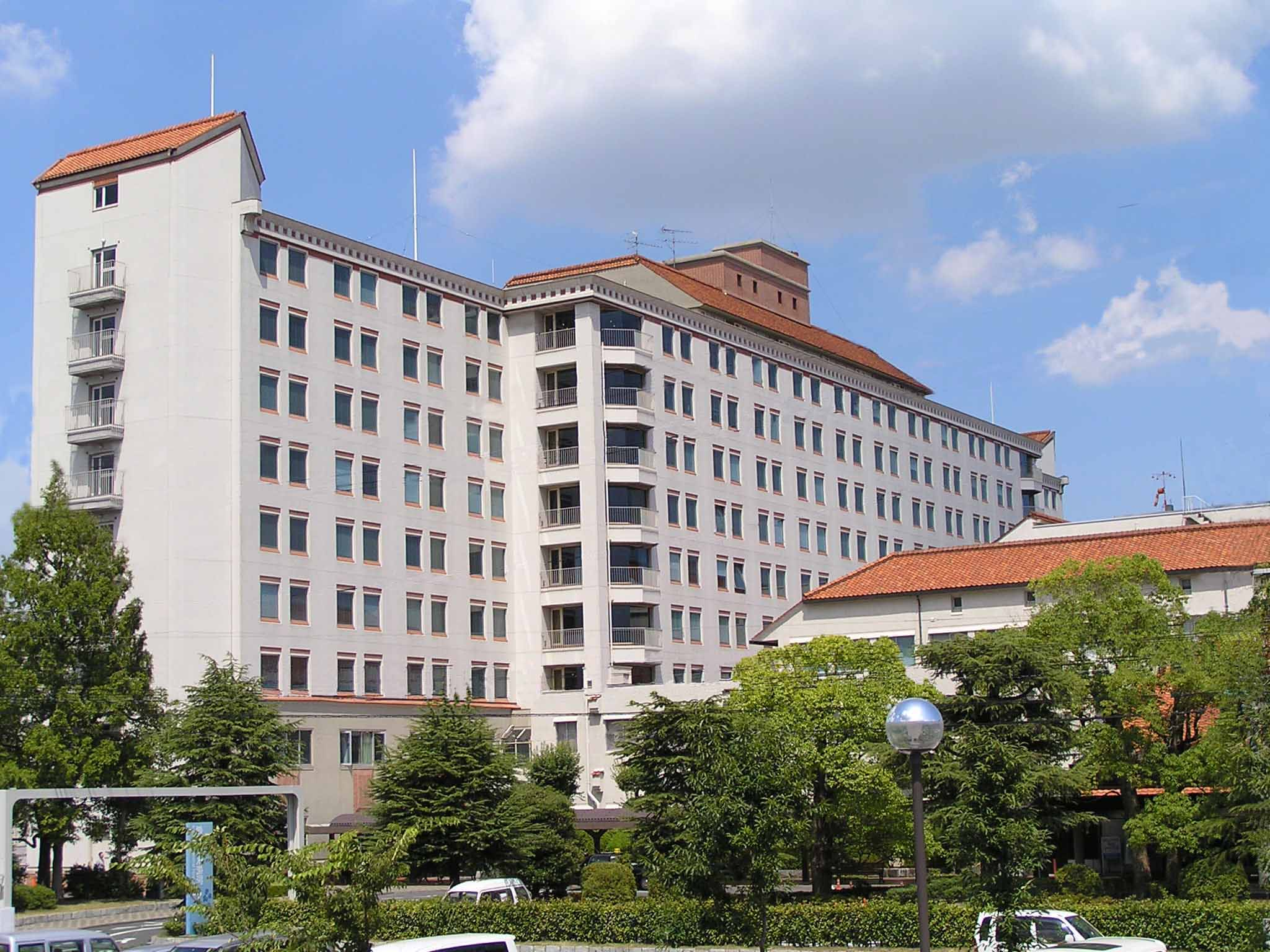
倉敷中央病院

- 倉敷中央病院 - 災害拠点病院
- 川崎医科大学附属病院 - 災害拠点病院
- 倉敷成人病センター
- 倉敷市立市民病院
- 倉敷医療生活協同組合・水島協同病院
- 倉敷医療生活協同組合・玉島協同病院
- 水島中央病院
- 玉島中央病院
- 児島中央病院

他

## 経済

### 商業

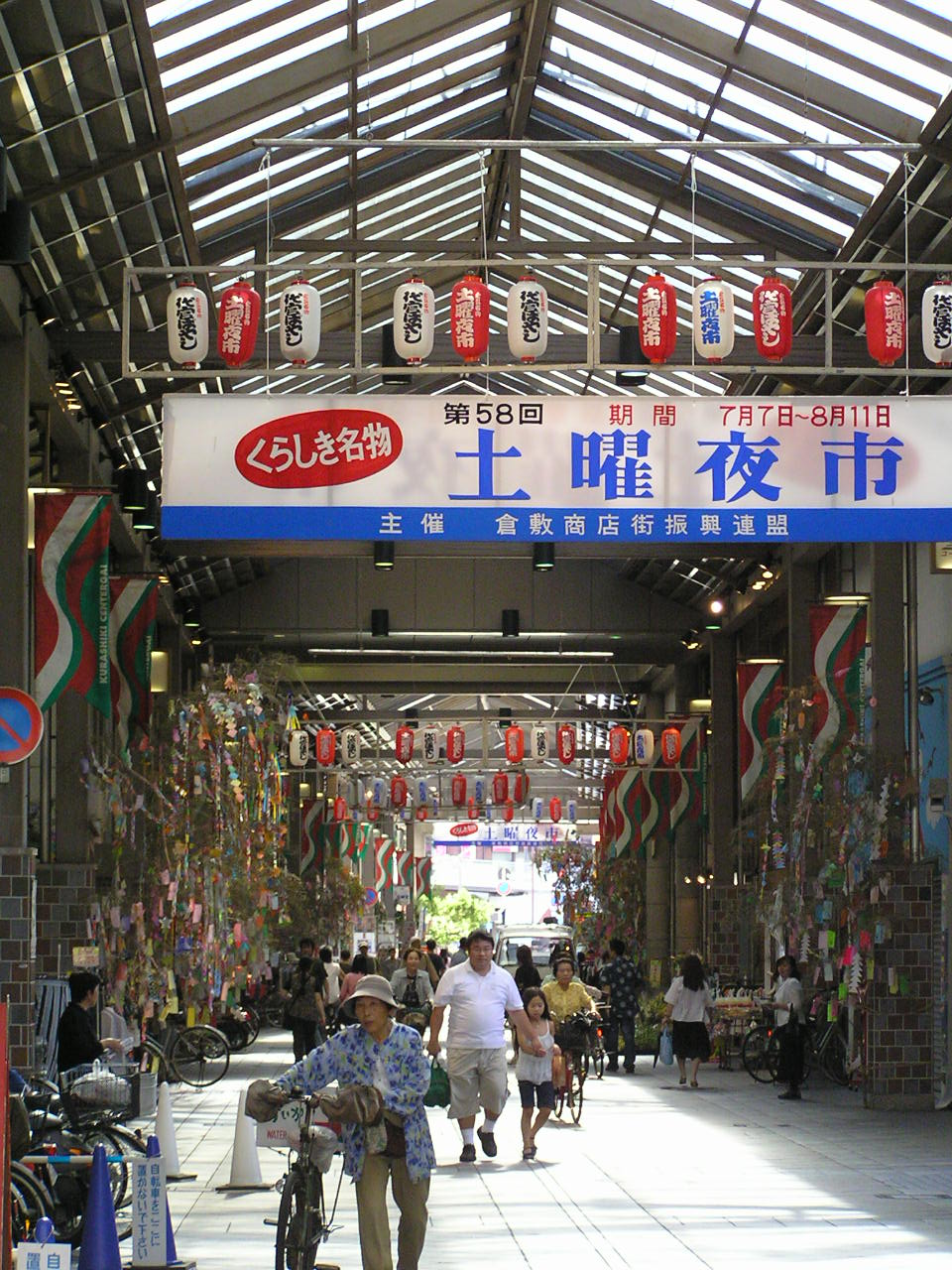
倉敷センター街商店街

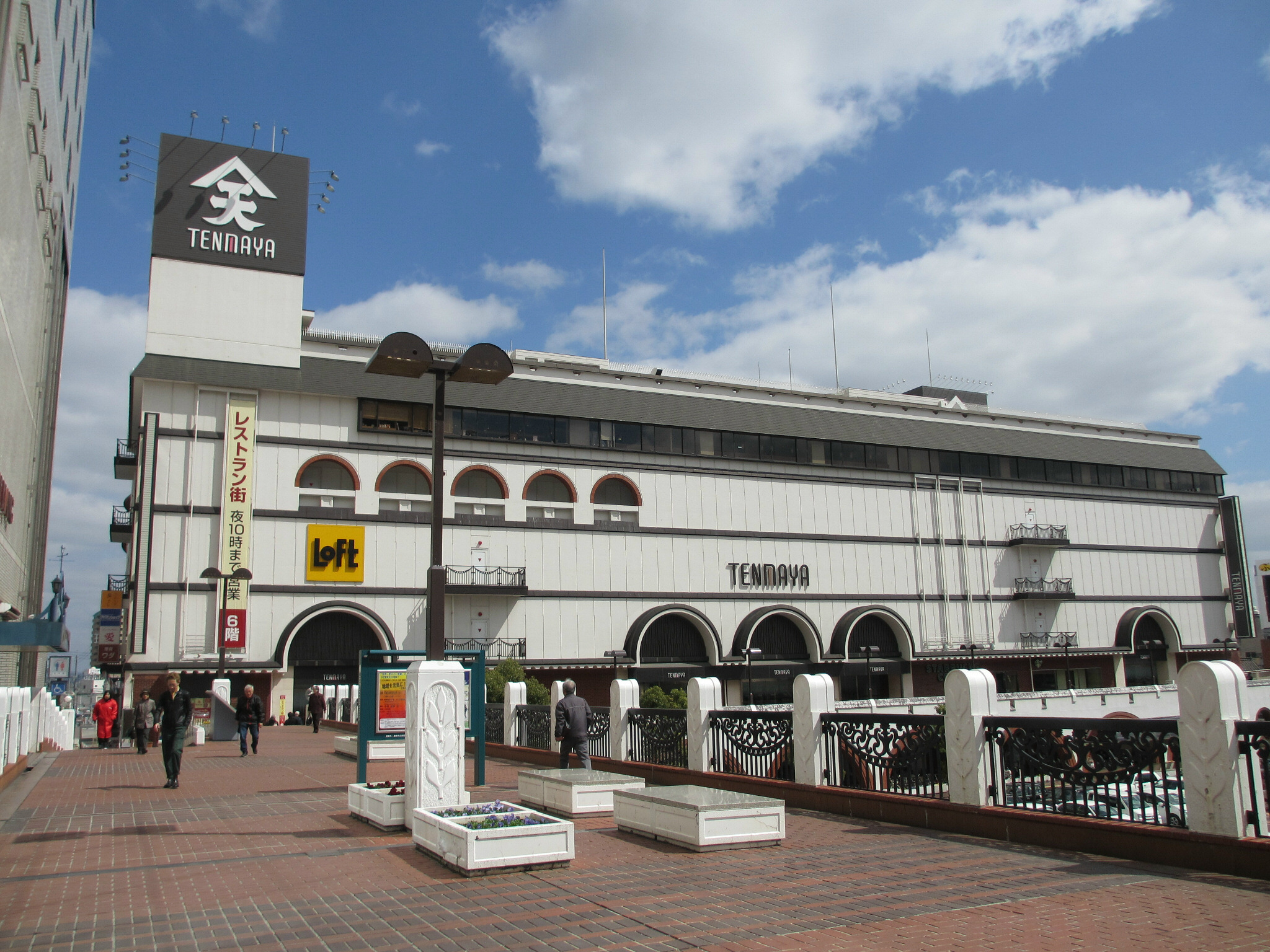
天満屋倉敷店

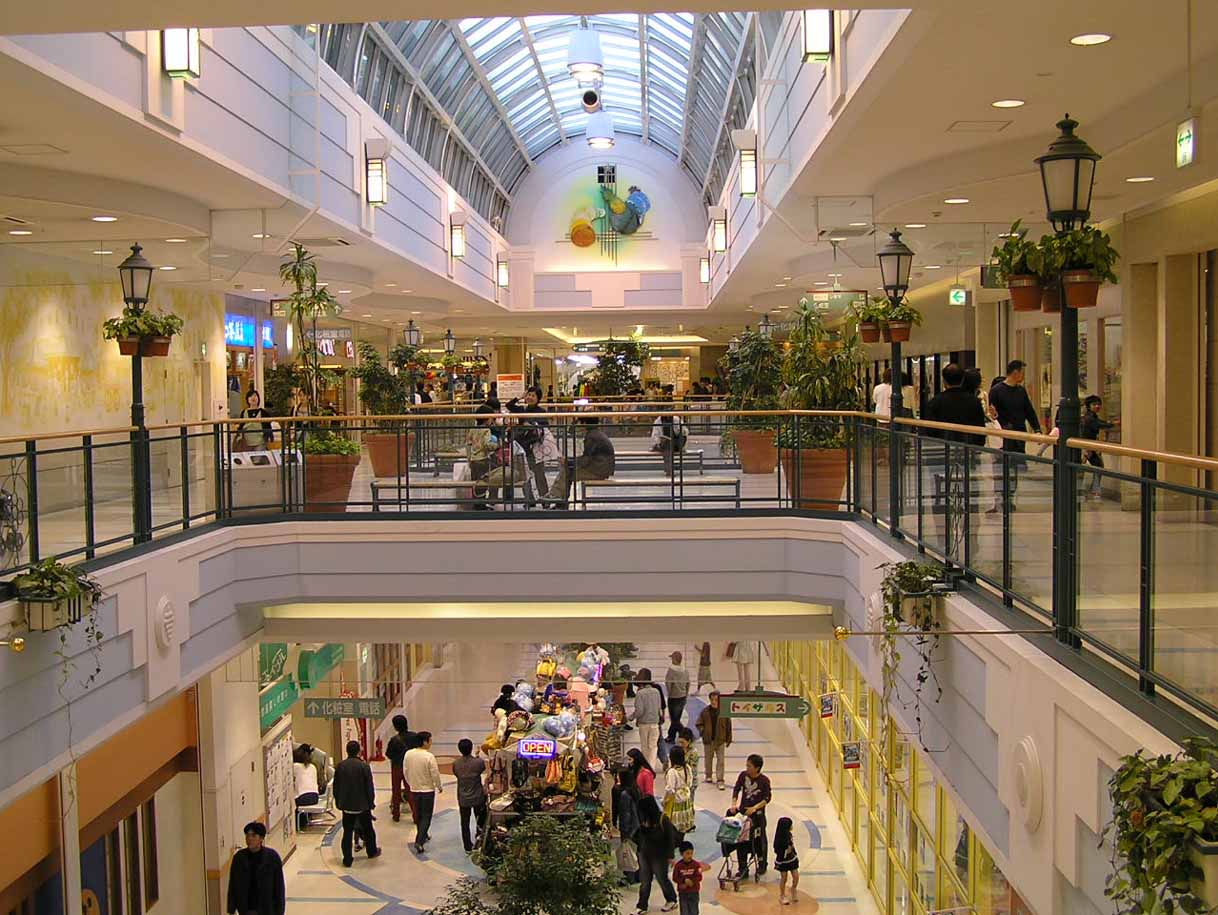
イオンモール倉敷

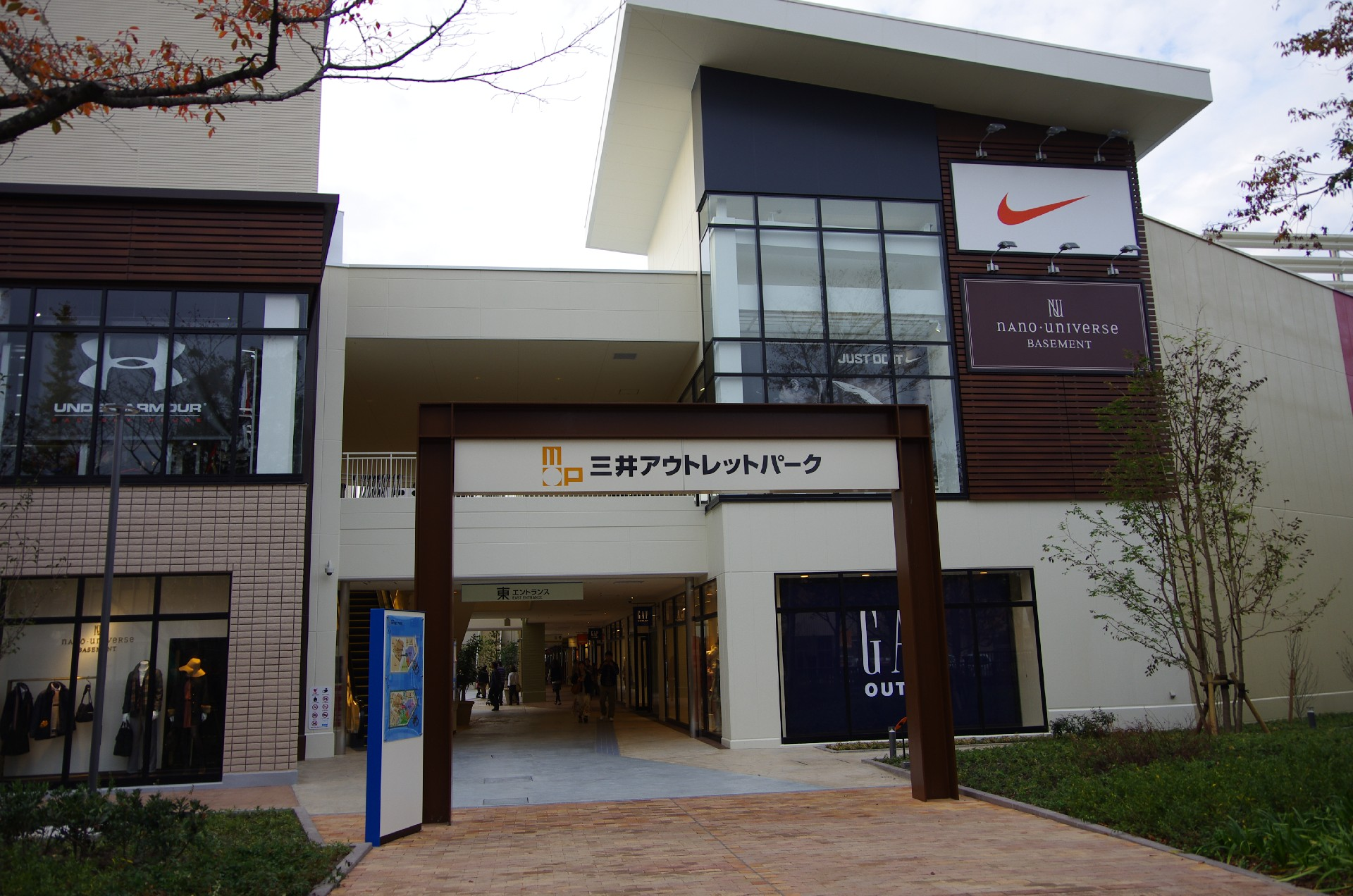
三井アウトレットパーク 倉敷

一部の地区を除いて主要市街地が山や川で地理的に分断され独立しているため、それぞれの地区に核（商店街など）となる部分が存在する。ところが、近年の車社会の影響でロードサイド型の店舗が乱立し始め、それぞれの地区の核がなくなりつつある。特にイオンモール倉敷の開業は倉敷地域を中心に市内各商業地域に深刻な影響を与えた。
- 小売業年間商品販売額 4958億円（2009年度）※括弧内は地区の小売販売額

倉敷地域（2416億円）
人口の郊外流出に伴い、JR倉敷駅周辺では2000年ごろから約2キロメートル北の水江地区へのイオンモール倉敷の出店、ダイエーと三越の撤退が相次ぎ、2008年に倉敷チボリ公園の閉園、2010年にJR倉敷駅ビル「ルブラン」が閉館するなど、商業地としての機能の衰えが目立っている。小売業の中心はイオンモール倉敷と南の笹沖周辺へと移り、倉敷駅周辺の人通りも減少傾向にある。
こうした中、2003年より倉敷商工会議所が運営するくらしきタウンマネージメント機関という組織が、「倉敷屏風祭」などのイベントの開催、「チャレンジショップ」の開設などを実行。また、2005年より、江戸時代に開かれていた定期市の賑わいを再現しようと“くらしき朝市実行委員会”を組織し、毎月第3日曜日に倉敷駅前の倉敷センター街商店街（BIOS）において朝市「三斎市」を開催している。「地産地消」の主旨のもと、毎回多彩なイベントと「ワンコイン・グルメ」などを催し商店街の活性化を試みている。
2008年3月の天満屋倉敷店の三越跡への移転により地価の下落にようやく歯止めがかかり、2011年には、倉敷チボリ公園跡地にイトーヨーカドーが運営するアリオ倉敷と三井不動産が経営する中国地方初の三井アウトレットパーク 倉敷が開業。JR倉敷駅周辺の活性化が期待されている。
中庄地区では1990年代から大型店の出店も相次ぎ、市内で最も変化が激しい。それに伴う自動車交通量の増加で旧2号線の渋滞が慢性化している。
水島地域（892億円）
倉敷地区に次ぐ経済規模にもかかわらず中心部の商店街は常盤町歓楽街を残し衰退している。大型店の相次ぐ撤退、郊外には中小スーパーマーケットが分散乱立している。2009年にイオンタウン水島が開業した。
児島地域（624億円）
廃止された下津井電鉄児島駅のあった味野地区からJR児島駅 - 国道430号東沿線へと街の中心が移動しているが、1988年のJR児島駅開業以来、駅西口の未利用地が街の一体的な発展を停滞させている原因の一つになっている。
児島駅に隣接するショッピングモールと天満屋ハピータウン一帯では児島駅前商店街連盟が主催する朝市「三白市」が毎月最終日曜日に開催。また、味野商店街では空き店舗に地域内外からジーンズメーカーが直営店舗を出店し、「児島ジーンズストリート」と名づけられるなどの動きがある。
玉島地域（543億円）
旧市街地から数キロ北に離れたJR新倉敷駅南側の成長が著しい。一方、旧市街地は古い港町の面影を残す観光地への脱皮を模索している。
庄地区（243億円）
人口1万5千人、旧2号線沿いのロードサイド店舗が中心、倉敷と岡山の中間に位置し中庄地区の一部分を含むため人口規模の割りに小売販売額が多い。
茶屋町地区（78億円）
人口1万5千人、JR茶屋町駅を中心にベッドタウンとして市内で最も人口増加している地区で、徐々に商業集積が進んでいる。
真備地区（148億円）
川辺の国道486号沿いに中型スーパーマーケットが密集し、人口2万3千人の規模としては激戦地である。
船穂地区（14億円）
人口7千人、地区内に鉄道駅はなく、さらに主要幹線道路から逸れているため、商業地区が形成されていない。

### 工業

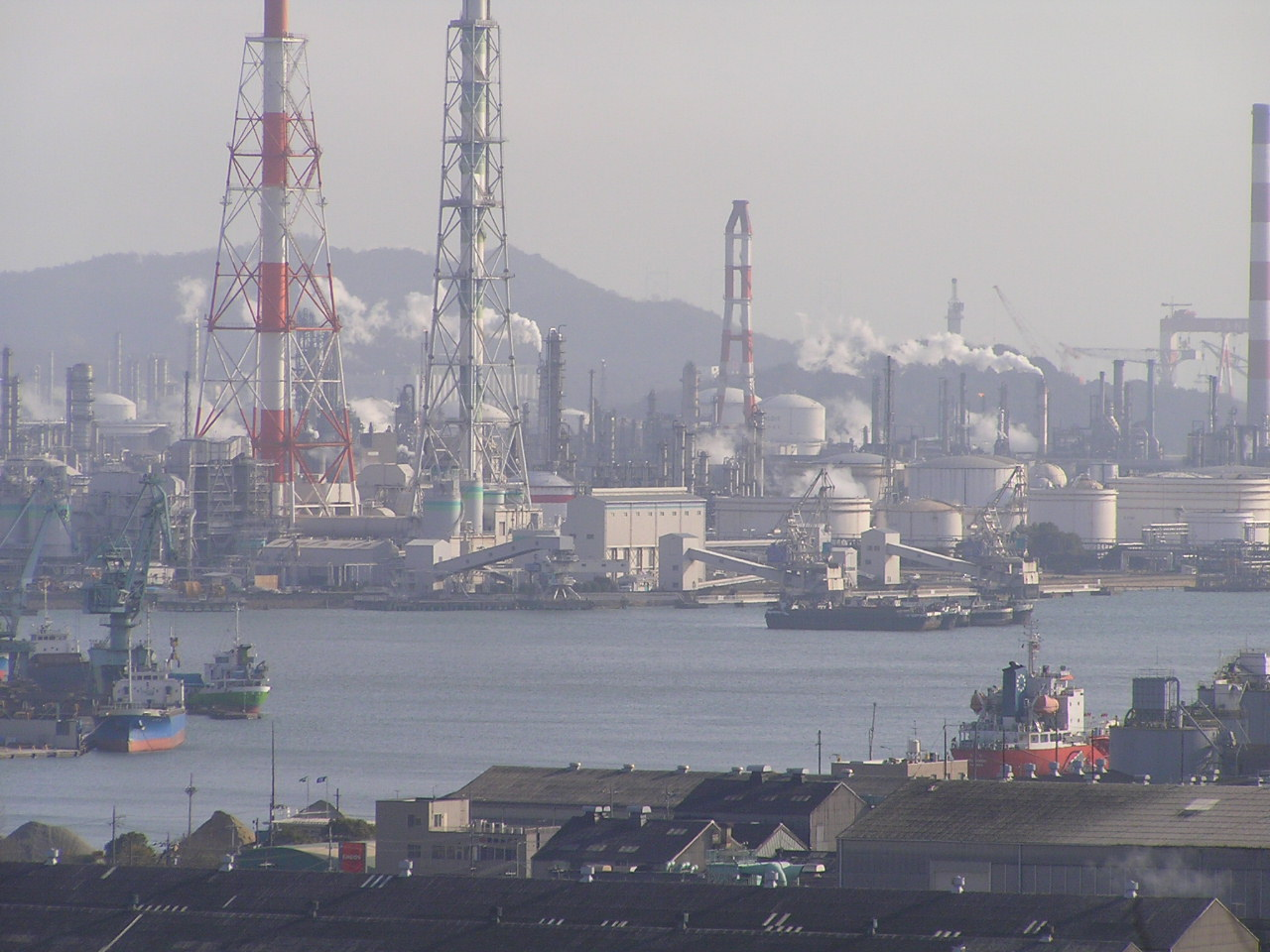
工業地帯と水島港

- 水島地域と玉島地域に跨る臨海部の水島臨海工業地帯には日本有数のコンビナートが形成される[33]。石油化学、鉄鋼、自動車などを中心とした工場が建ち並ぶ。全体から見ると小規模なエリアではあるが、児島地区の塩生と宇野津の砂浜を埋め立てて造成されたC地区にも、主に石油化学系の事業所や造船所などが立地する。製造品出荷額は県全体の約50パーセントになる。

水島臨海工業地帯の主な事業所
石油 － ENEOS水島製油所
化学 － 三菱ケミカル水島事業所、三菱ガス化学水島工場、クラレ倉敷事業所、旭化成水島製造所
鉄鋼 － JFEスチール西日本製鉄所倉敷地区、東京製鐵岡山工場
機械 － 三菱自動車工業水島製作所、住友重機械工業岡山製造所
- 南東部の児島地区は繊維工業が盛んである。特に厚手の織物が主製品で、学生服・企業や官公庁など事業所の制服（ユニフォーム）は生産高日本一を誇る。また、国産ジーンズ発祥の地でもあり、大小さまざまなメーカーがひしめき合う。

主な工業統計（2005年）
- 製造品出荷額 39,440億円（水島工業地帯 - 36,040、岡山県全体 - 72,955）

- 品目別内訳（億円）
  - 石油 - 12,181
  - 鉄鋼 - 8,568
  - 化学 - 7,062
  - 自動車、他 - 6,710
  - 繊維 - 916
  - 食品 - 671
  - 金属 - 496

- 地区別内訳（億円）
  - 倉敷・水島 - 27,137
  - 児島 - 2,737
  - 玉島 - 1,054
  - 船穂 - 252
  - 庄 - 181
  - 真備 - 140
  - 茶屋町 - 69

### 農業
主な農業統計（平成17年）
- 総農家戸数 8,785戸（内：生産農家4,680）
- 経営耕地面積 3,373ヘクタール
- 農業算出額 1,206千万円（内訳：米穀類 25パーセント、果物類 30パーセント、野菜類 17パーセント、養鶏 19パーセント、他 9パーセント）

地区別の主な名産
- 倉敷地区 - トマト
- 水島地区 - レンコン、ゴボウ（連島ごぼう）、ダイコン、ショウガ
- 児島地区 - ナス
- 玉島地区 - モモ、ミカン
- 真備地区 - タケノコ
- 船穂地区 - マスカット、スイートピー

※かつて倉敷市は藺草栽培とそれを原料に畳表・花筵の生産が行われ全国でも有数の産地であったが、現在は僅かしか行われておらず多くが中国産などの輸入品によって上記の二次製品が作られている。

### 水産業
主な水産統計（平成15年）
- 漁業就業者 904人（内：児島 700、玉島 120、倉敷・水島 60）
- 漁獲高 魚類 670トン、貝類 709トン、藻類養殖 2,143トン）

主な水産物
- 下津井地区 - いかなご、たこ、ままかり、なまこ（養殖）：のり、ぶり
- 黒崎地区 - いしもち、このしろ（養殖）：のり

漁港
- 二種 - 大畠漁港（おばたけ）、下津井漁港、沙美漁港（以上、県管理）
- 一種 - 通生漁港（かよお）、呼松漁港、勇崎漁港、小原漁港（呼松は県、以外は市の管理）

### 本社を置く企業
※太字は上場企業
製造
- インタロボット
- カモ井加工紙（ハイトリ紙）
- 倉敷化工
- 新来島サノヤス造船
- 萩原工業
- ペガサスキャンドル
- 丸五ゴム工業
- ワタナベ工業

製造 （食品）
- カモ井食品工業
- 橘香堂
- 中国フジパン
- 豊島屋（タテソース）
- ナイカイ塩業

製造 （被服）
- 明石被服興業
- キャピタル
- ジョンブル
- 寅壱
- ビッグジョン

卸売・小売・商社
- 金光薬品（ドラッグストア）
- クラブン（うさぎや）
- 大黒天物産（ディオ・ラムー）
- タカハシカメラ
- 東久ストア
- 中原三法堂（仏壇・仏具）
- 仁科百貨店（ニシナ）
- 藤徳物産
- マツサカ（プラザ・チョッパーズ）
- メガネのひらまつ

運輸・通信
- エフエムくらしき
- 倉敷ケーブルテレビ
- 玉島テレビ放送
- 野村交通
- 日の出運輸
  - ロウズバス
- 水島臨海鉄道

金融
- 玉島信用金庫
- 水島信用金庫

サービス
- 倉敷アイビースクエア
- サンエイ・ジャンボグループ
- ダイヤクリーニング
- 水島ガス

サービス （飲食）
- ナショナルフーズ（どんどん亭）
- ピアーサーティー（ボチャカ、かかし）
- 風来坊（風来坊、ふー太）
- ふるいち（ぶっかけ亭本舗）

### 倉敷市ゆかりの企業
※太字は上場企業
- 菅公学生服（本社岡山市）
- クラボウ（本社大阪市）
- クラレ（本社東京都と大阪市）
- 下津井電鉄（本社岡山市）
- 藤木工務店（本社大阪市）

## 交通

### 鉄道
- 中心となる駅：倉敷駅

西日本旅客鉄道（JR西日本）
- 山陽新幹線
  - 新倉敷駅
- 山陽本線

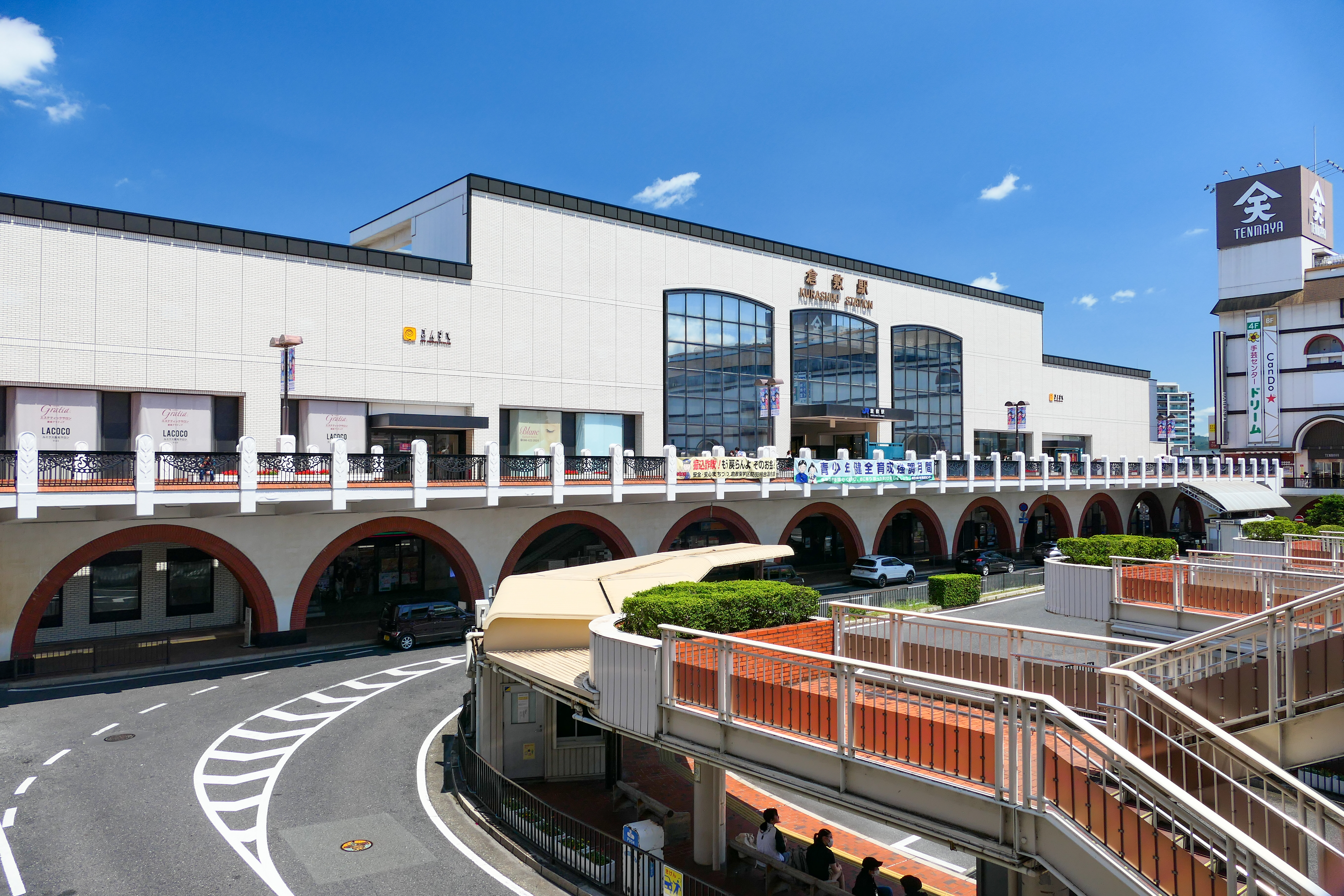
倉敷駅

  - 中庄駅 - 倉敷駅 - 西阿知駅 - 新倉敷駅
- 伯備線
  - 倉敷駅
- 宇野線
  - 茶屋町駅
- 本四備讃線（瀬戸大橋線）
  - 茶屋町駅 - 植松駅（岡山市南区） - 木見駅 - 上の町駅 - 児島駅

四国旅客鉄道（JR四国）
- 本四備讃線（瀬戸大橋線）
  - 児島駅

水島臨海鉄道
- 水島本線
  - 倉敷市駅 - 球場前駅 - 西富井駅 - 福井駅 - 浦田駅 - 弥生駅 - 栄駅 - 常盤駅 - 水島駅 - 三菱自工前駅

井原鉄道
- 井原線
  - 川辺宿駅 - 吉備真備駅 - 備中呉妹駅

### バス

#### 一般路線バス
以下の各社が運行する。
- 両備ホールディングス（両備バス）
- 下津井電鉄
- 岡山電気軌道
- 井笠バス.C
- 琴参バス

#### 高速バス
- 太字は倉敷市内の停車地
- 長期運休中の路線は除く

| 愛称名                 | 運行会社                                          | 運行区間                                                                      |
| 首都圏発着夜行路線     | 首都圏発着夜行路線                                | 首都圏発着夜行路線                                                            |
| ---------------------- | ------------------------------------------------- | ----------------------------------------------------------------------------- |
| ルミナス・マスカット号 | 両備バス 下津井電鉄 関東バス 小田急ハイウェイバス | 東京（バスタ新宿） - 倉敷駅北口                                               |
| ままかりライナー       | 両備バス                                          | TDL・東京（上野駅前・東京駅八重洲通り） - 倉敷駅北口                          |
| WILLER EXPRESS         | WILLER EXPRESS                                    | TDL・東京（バスタ新宿） - 倉敷駅北口                                          |
| オリオンバス           | オー・ティー・ビー                                | 東京（東京駅鍛冶橋駐車場） - 倉敷駅北口                                       |
| JAMJAMライナー         | ジャムジャムエクスプレス                          | 東京（バスタ新宿・BT東京八重洲）・横浜市（YCAT） - 倉敷駅北口                 |
| KBライナー             | 千葉みらい観光バス                                | 東京（バスタ新宿）・横浜市（横浜駅東口） - 倉敷駅北口                         |
| 首都圏以外発着の路線   |                                                   |                                                                               |
| （愛称名なし）         | 両備バス 名鉄バス                                 | 名古屋市（名鉄BC） - 倉敷駅北口                                               |
| ペガサス号             | 両備バス 下津井電鉄                               | 福岡市（博多BT・天神高速BT）・北九州市（引野口・砂津・小倉駅前） - 倉敷駅北口 |
| 京都エクスプレス       | 両備バス 下津井電鉄 京阪京都交通                  | 京都市（京都駅八条口） - 倉敷駅北口                                           |
| マドンナエクスプレス   | 両備バス 下津井電鉄 伊予鉄バス JR四国バス         | 松山市 - 鷲羽山北・有城南                                                     |
| 龍馬エクスプレス       | 両備バス 下津井電鉄 とさでん交通 JR四国バス       | 高知市 - 鷲羽山北・有城南                                                     |
| 岡山空港リムジンバス   | 下津井電鉄 中鉄バス                               | 岡山桃太郎空港 - 倉敷駅北口                                                   |

### 道路
高速道路・有料道路
- 山陽自動車道
  - 本線：倉敷JCT - 倉敷IC - 玉島IC - 道口PA
  - 早島支線：倉敷JCT - 早島IC（都窪郡早島町）
- 瀬戸中央自動車道（国道30号バイパス）
  - 早島IC（都窪郡早島町） - 粒江PA - 水島IC - 鴻ノ池SA - 児島IC

一般国道
- 国道2号（岡山バイパス - 玉島バイパス - 玉島笠岡道路）
- 国道429号
- 国道430号
- 国道486号（まきびバイパス）

### 自動車のナンバープレート
倉敷市内において、2006年10月10日以降に車庫登録する車両には「倉敷」ナンバーが交付されている。従前の地域名は「岡山」であったが、いわゆるご当地ナンバー制度の開始に伴い、倉敷市などの同制度の導入により、変更されたものである。「倉敷」ナンバーは倉敷市のほか、笠岡市・井原市・浅口市・浅口郡里庄町・小田郡矢掛町の3市2町にも導入されている。

## 教育

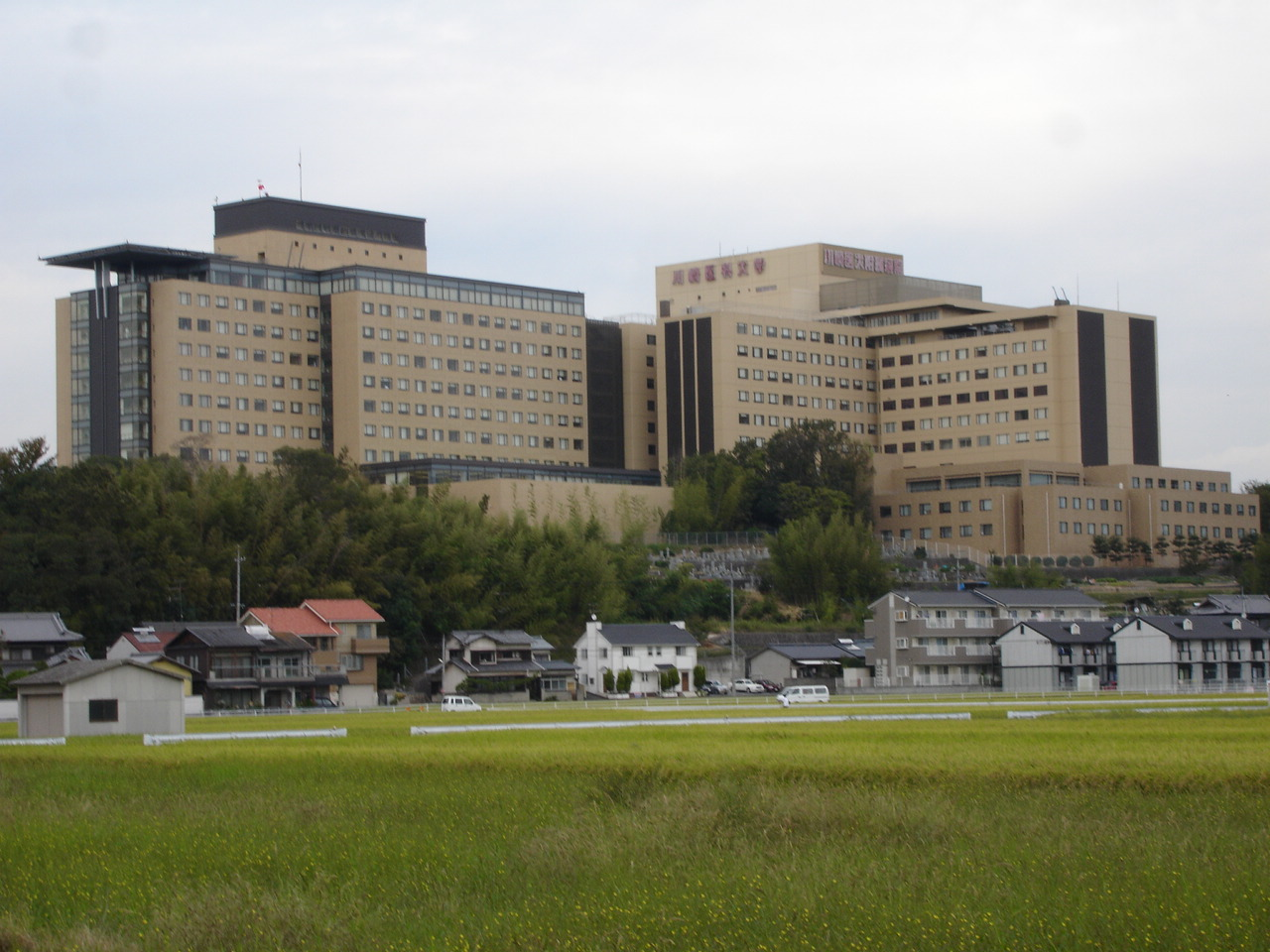
川崎医科大学

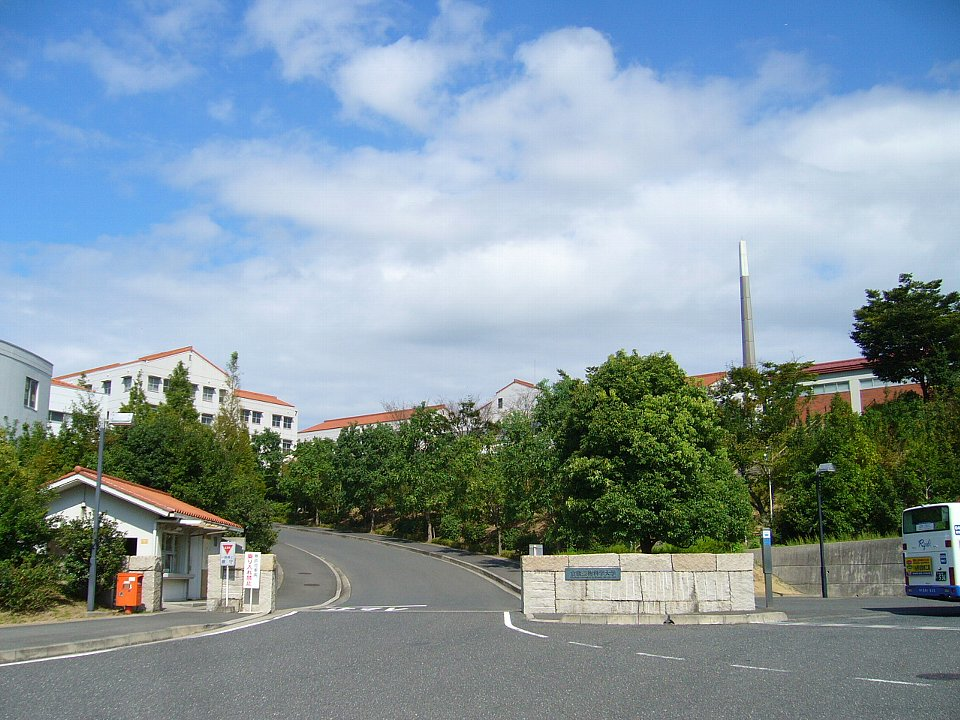
倉敷芸術科学大学

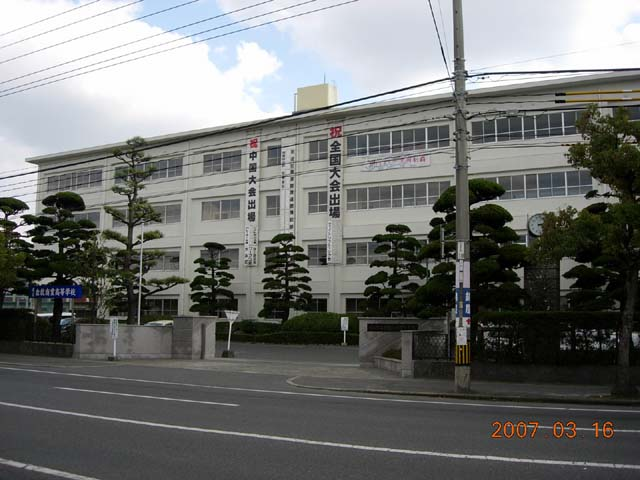
岡山県立倉敷商業高等学校

### 大学
国立
- 岡山大学資源植物科学研究所

私立
- 岡山学院大学
- 倉敷芸術科学大学
- くらしき作陽大学
- 川崎医科大学
- 川崎医療福祉大学

### 短期大学
公立
- 倉敷市立短期大学

私立
- 川崎医療短期大学
- 岡山短期大学

### 高等学校
公立
全日制
- 岡山県立倉敷青陵高等学校
- 岡山県立倉敷南高等学校
- 岡山県立倉敷古城池高等学校
- 岡山県立倉敷中央高等学校
- 岡山県立倉敷鷲羽高等学校 － 2005年に県立児島・琴浦の2高等学校を再編
- 岡山県立玉島高等学校
- 岡山県立倉敷工業高等学校
- 岡山県立水島工業高等学校
- 岡山県立倉敷商業高等学校
- 岡山県立玉島商業高等学校

定時制
- 倉敷市立精思高等学校
- 倉敷市立精思高等学校霞丘校 - 2024年4月に開校
- 倉敷市立工業高等学校
- 倉敷市立倉敷翔南高等学校 - 2003年に児島第一・市立児島・南海の3高等学校を再編
- 倉敷市立玉島高等学校 - 2026年3月末に閉校予定
- 倉敷市立真備陵南高等学校

私立
- 川崎医科大学附属高等学校
- 倉敷高等学校
- 倉敷翠松高等学校
- 作陽学園高等学校

### 中高一貫校
公立
- 岡山県立倉敷天城中学校・高等学校

私立
- 清心中学校・清心女子高等学校

### 中学校
公立
倉敷地域
- 倉敷市立東中学校
- 倉敷市立西中学校
- 倉敷市立南中学校
- 倉敷市立北中学校
- 倉敷市立多津美中学校
- 倉敷市立新田中学校
- 倉敷市立東陽中学校
- 倉敷市立庄中学校
- 倉敷市立倉敷第一中学校

水島地域
- 倉敷市立福田中学校
- 倉敷市立福田南中学校
- 倉敷市立水島中学校
- 倉敷市立連島中学校
- 倉敷市立連島南中学校

児島地域
- 倉敷市立味野中学校
- 倉敷市立下津井中学校 - 2026年3月閉校予定
- 倉敷市立児島中学校
- 倉敷市立琴浦中学校
- 倉敷市立郷内中学校

玉島地域
- 倉敷市立玉島東中学校
- 倉敷市立玉島西中学校
- 倉敷市立玉島北中学校
- 倉敷市立黒崎中学校

船穂地区
- 倉敷市立船穂中学校

真備地区
- 倉敷市立真備東中学校
- 倉敷市立真備中学校

### 小学校
公立
倉敷地域
- 倉敷市立倉敷東小学校
- 倉敷市立倉敷西小学校
- 倉敷市立老松小学校
- 倉敷市立万寿小学校
- 倉敷市立万寿東小学校
- 倉敷市立大高小学校
- 倉敷市立葦高小学校
- 倉敷市立倉敷南小学校
- 倉敷市立中洲小学校
- 倉敷市立中島小学校
- 倉敷市立粒江小学校
- 倉敷市立中庄小学校
- 倉敷市立帯江小学校
- 倉敷市立菅生小学校
- 倉敷市立豊洲小学校
- 倉敷市立庄小学校
- 倉敷市立茶屋町小学校
- 倉敷市立西阿知小学校
- 倉敷市立天城小学校

水島地域
- 倉敷市立第一福田小学校
- 倉敷市立第二福田小学校
- 倉敷市立第三福田小学校
- 倉敷市立第四福田小学校
- 倉敷市立第五福田小学校
- 倉敷市立水島小学校
- 倉敷市立旭丘小学校
- 倉敷市立連島西浦小学校
- 倉敷市立連島神亀小学校
- 倉敷市立連島東小学校
- 倉敷市立連島南小学校
- 倉敷市立連島北小学校

児島地域
- 倉敷市立味野小学校
- 倉敷市立赤崎小学校
- 倉敷市立下津井東小学校 - 2026年3月閉校予定
- 倉敷市立下津井西小学校 - 2026年3月閉校予定
- 倉敷市立本荘小学校
- 倉敷市立児島小学校
- 倉敷市立緑丘小学校
- 倉敷市立琴浦東小学校
- 倉敷市立琴浦西小学校
- 倉敷市立琴浦南小学校
- 倉敷市立琴浦北小学校 － 2021年4月から休校
- 倉敷市立郷内小学校

玉島地域
- 倉敷市立玉島小学校
- 倉敷市立上成小学校
- 倉敷市立乙島小学校
- 倉敷市立乙島東小学校
- 倉敷市立柏島小学校
- 倉敷市立玉島南小学校
- 倉敷市立長尾小学校
- 倉敷市立富田小学校
- 倉敷市立沙美小学校
- 倉敷市立南浦小学校 － 2024年4月から休校
- 倉敷市立穂井田小学校

船穂地区
- 倉敷市立船穂小学校
- 倉敷市立柳井原小学校

真備地区
- 倉敷市立川辺小学校
- 倉敷市立岡田小学校
- 倉敷市立薗小学校
- 倉敷市立箭田小学校
- 倉敷市立二万小学校
- 倉敷市立呉妹小学校

### 特別支援学校
- 岡山県立倉敷琴浦高等支援学校
- 岡山県立倉敷まきび支援学校
- 倉敷市立倉敷支援学校

### 各種学校
- 岡山朝鮮初中級学校

### 専修学校
- 倉敷看護専門学校
- 倉敷中央看護専門学校
- 専門学校倉敷ファッションカレッジ
- 専門学校倉敷ビューティーカレッジ
- 山内服装専門学校
- 倉敷リハビリテーション学院
- 川崎リハビリテーション学院

### 学校教育以外の施設
独立行政法人高齢・障害・求職者雇用支援機構立
- 中国職業能力開発大学校（愛称：中国ポリテクカレッジ、職業能力開発促進法に基づく職業能力開発大学校）

公立
- 岡山県立南部高等技術専門校（旧:倉敷高等技術専門校、職業能力開発促進法に基づく職業能力開発校）

## インフラなど

### 電気
- 中国電力
  - 玉島発電所 -  火力発電所（石油3機）、120万キロワット。
  - 水島発電所 -  火力発電所（石炭2機・天然ガス1機）、72万キロワット。主に工業地帯に供給

### 都市ガス・供給区域
供給戸数 49,000戸
- 岡山ガス - 倉敷・庄
- 水島ガス - 水島・玉島・倉敷西阿知地区

### 上水道
給水人口辺りの普及率 99.91パーセント（2015年度）
水道管理事業者
- 倉敷市水道局 - 水島営業所・玉島営業所・児島営業所・真備出張所

給水事業体および供給地区（全て高梁川から取水、配水量は倉敷市分）
- 倉敷市水道局（配水量 24,154,437立方メートル）
  - 片島水源 - 連島、水島
  - 福井水源 - 天城、粒江
  - 上成水源 - 船穂、玉島
  - 真備水源 - 真備
- 備南水道企業団（倉敷市、早島町 配水量 26,032,530立方メートル）
  - 酒津水源 - 倉敷、西阿知地区、庄、茶屋町
- 岡山県南部水道企業団（倉敷市、岡山市、玉野市 配水量 17,278,693立方メートル）
  - 西阿知水源 - 児島、福田
  - 総社水源 - 真備

### 下水道
処理人口辺りの下水道普及率 80.6パーセント（2020年3月31日時点）
- 倉敷市下水道部
  - 倉敷下水処理場
  - 児島下水処理場
  - 水島下水処理場
  - 玉島下水処理場
- 児島湖流域下水道
  - 岡山県児島湖流域下水道浄化センター（玉野市東七区）

## 通信

### 電話
市外局番は倉敷MA（086（市内局番は420 - 489、520 - 529、552、553、691、697、698））である。
なお、真備町については、2009年6月1日より総社MAから倉敷MAに編入され、以降、倉敷市真備町と総社市との相互通話は隣接扱いとなった。
- 0866-91 → 086-691
  - この局番はKDDIに割り当てられており、倉敷市真備町については086-691とし、総社市については0866-37に変更された（加入者番号が大幅に変更）。
- 0866-97 → 086-697
  - この局番は2つの収容局（真備・総社豪渓）で使用されていたため、倉敷市真備町については086-697と桁ずらしで対応し、総社市については0866-95に変更された。
- 0866-98 → 086-698
  - この局番は1つの収容局（真備）で使用されているため、単純な桁ずらしで対応。
- 真備町内のひかり電話（0866-31）およびNCC各局の市内局番（0866-91（KDDIの一部）を除く）は倉敷MAの市内局番に移動し、加入者番号が大幅に変更となった。

### 郵便

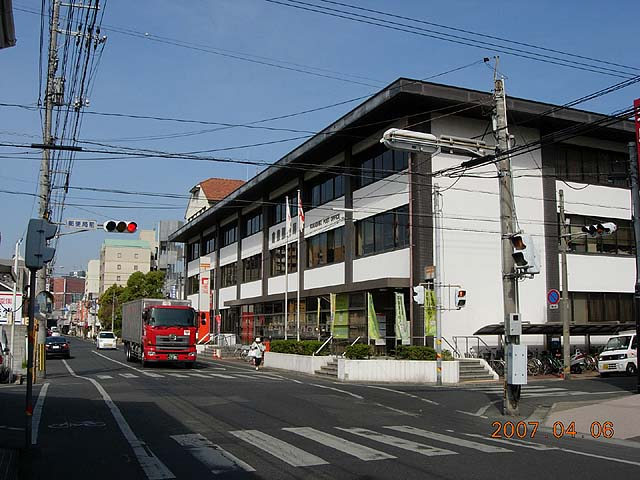
倉敷郵便局と郵便車

- 倉敷郵便局：710-00xx、710-08xx、710-85xx、710-86xx、710-87xx、701-01xx（701-010x - 011x、0192 - 0195のみ）、710-01xx、710-11xx、710-13xx
  - 2006年9月11日までは、710-01xxは天城郵便局、710-13xxは箭田郵便局の番号だった。
  - 2015年3月2日までは、710-11xxは茶屋町郵便局の番号だった。もともと710-11xxは1987年10月26日まで川辺郵便局が使用していた番号で、箭田郵便局・総社郵便局に集配業務が移管されたため欠番となっていた。その後、2007年3月5日に地域区分局の変更によりそれまで709-11xxを使用していた茶屋町郵便局が710-11xxに変更された。
  - 2018年3月12日までは、701-01xxは吉備郵便局（岡山市北区）の番号だった。同日、岡山市北区域（701-010x - 011x、0192 - 0195を除く区域）の集配業務が岡山中央郵便局へ、倉敷市域（701-010x - 011x、0192 - 0195の区域）の集配業務が倉敷郵便局へ移管された。
- 児島郵便局：711-09xx、711-85xx、711-86xx、711-87xx
- 水島郵便局：712-80xx、712-85xx、712-86xx、712-87xx
- 玉島郵便局：713-81xx、713-85xx、713-86xx、713-87xx、710-02xx
  - 2018年10月9日までは、710-02xxは長尾郵便局の番号だった。

### 放送
地上波テレビ局

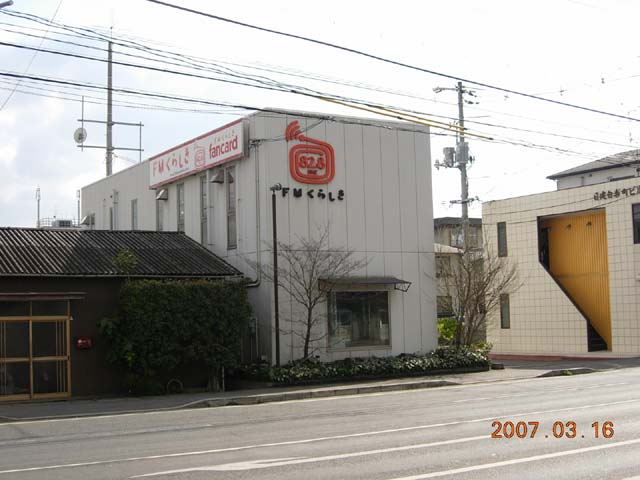
エフエムくらしきの本社・スタジオ

倉敷地域は岡山本局（金甲山）を受信。それ以外の地域は水島、児島、玉島、玉島南、総社、岡山北、西讃岐などの各中継局を受信。
- RSKテレビ - TBS系 21ch。倉敷支社（白楽町 RSKくらしきビル）
- 岡山放送 - フジテレビ系 27ch。倉敷支社（笹沖 敷島ビル）
- テレビせとうち - テレビ東京系 18ch。倉敷支局報道部（白楽町 山陽新聞倉敷本社ビル）
- 西日本放送テレビ - 日本テレビ系 20ch。倉敷支社（中央1丁目）
- 瀬戸内海放送 - テレビ朝日系 30ch。
- NHK岡山放送局 - 総合：32ch。教育：45ch。倉敷支局（中島 KCT情報センター）
- サンテレビジョン - 兵庫県の独立系UHF局、下記のCATVで視聴できる。岡山支局（児島赤崎1丁目）

CATV
- 倉敷ケーブルテレビ - 配信地区：倉敷、水島、児島、真備
- 玉島テレビ放送 - 配信地区：玉島、船穂
- 矢掛放送 - 配信地区：真備

ラジオ局
- エフエムくらしき 82.8 MHz- コミュニティFM局。種松山送信所と児島・総社中継局があり、市内全域で受信できる。
- 岡山エフエム放送 76.8 MHz（岡山本局）80.4 MHz（笠岡局）- 県域FM局。
- RSKラジオ 1494 KHz（岡山本局、笠岡局）91.4 MHz（RSK岡山FM）- 県域中波局。
- 岡山シティエフエム 79.0 MHz- コミュニティFM局。ケーブルテレビや電波で受信できる（電波に関しては東部地域など）。
- エフエムゆめウェーブ 79.2 MHz- コミュニティFM局。笠岡中継局から発射しているため西部地域・南部地域などで受信できる。

### 新聞
地方紙
- 山陽新聞倉敷本社、児島支局 - 朝・夕刊発行。

全国紙
- 朝日新聞倉敷支局
- 産経新聞倉敷通信部
- デイリースポーツ岡山支局
- 毎日新聞倉敷支局
- 読売新聞倉敷支局

### 出版
- Krash Japan
- 暮らしき

## 名所・旧跡・観光スポット

### 観光地
倉敷地域
- 倉敷美観地区 - 重要伝統的建造物群保存地区「倉敷川畔」
  - 大原美術館
  - 倉敷アイビースクエア
  - 旧大原家住宅 - 国の重要文化財
- 大橋家住宅 - 国の重要文化財
- 酒津公園 - 東西用水酒津樋門（南配水樋門、2003年土木学会選奨土木遺産に指定）と配水池の周辺は親水公園として整備され、倉敷を代表する桜並木の名所の一つとなっている。
- 藤戸寺 - 藤戸地区
- 西明院 - 藤戸地区
- 先陣庵 - 藤戸地区

児島地域
- 旧野﨑家住宅・野﨑家塩業歴史館
- 鷲羽山
  - 瀬戸大橋
  - 鷲羽山ハイランド
  - 鷲羽山吹上温泉
- 鷲羽山遺跡
- 下津井町並み保存地区
  - むかし下津井回船問屋
- 下津井城：県指定史跡
- 祇園神社：社叢は県指定記念物
- 王子が岳
- 由加山
  - 倉敷由加温泉
  - 蓮台寺
  - 由加神社本宮
- 熊野神社 - 郷内地区
- 鴻八幡宮：県指定重要無形民俗文化財の祭囃子「しゃぎり」

玉島地域
- 玉島町並み保存地区
  - 西爽亭
- 円通寺
- 沙美海岸

船穂地区
- ふなおワイナリー
- 一の口水門
- 八幡山
- 柳井原ハリストス正教会

真備地区
- 吉備寺[注 7]
- 堂応寺宝篋印塔[注 7]
- 穴門山神社[注 7]
- 大池の弁天様[注 7]
- 猿掛城跡[注 7]
- まきび公園
- 横溝正史疎開宅
- 箭田大塚古墳[注 7]
- 川辺本陣跡
- 弥高山
- 馬入堂山城：市の史跡
- 千光寺
- 金田一耕助の小径

主な市内観光地の年間訪問者数
- 市全体  555.1万人（倉敷市統計書平成22年度版）
  - 内訳 - 美観地区 314.7万人、鷲羽山 148.5万人、王子が岳 40.6万人、由加山 26.9万人、円通寺 5.1万人

### 祭事・催事
- 阿智神社まつり（春・秋）
  - 素隠居（すいんきょ[39])

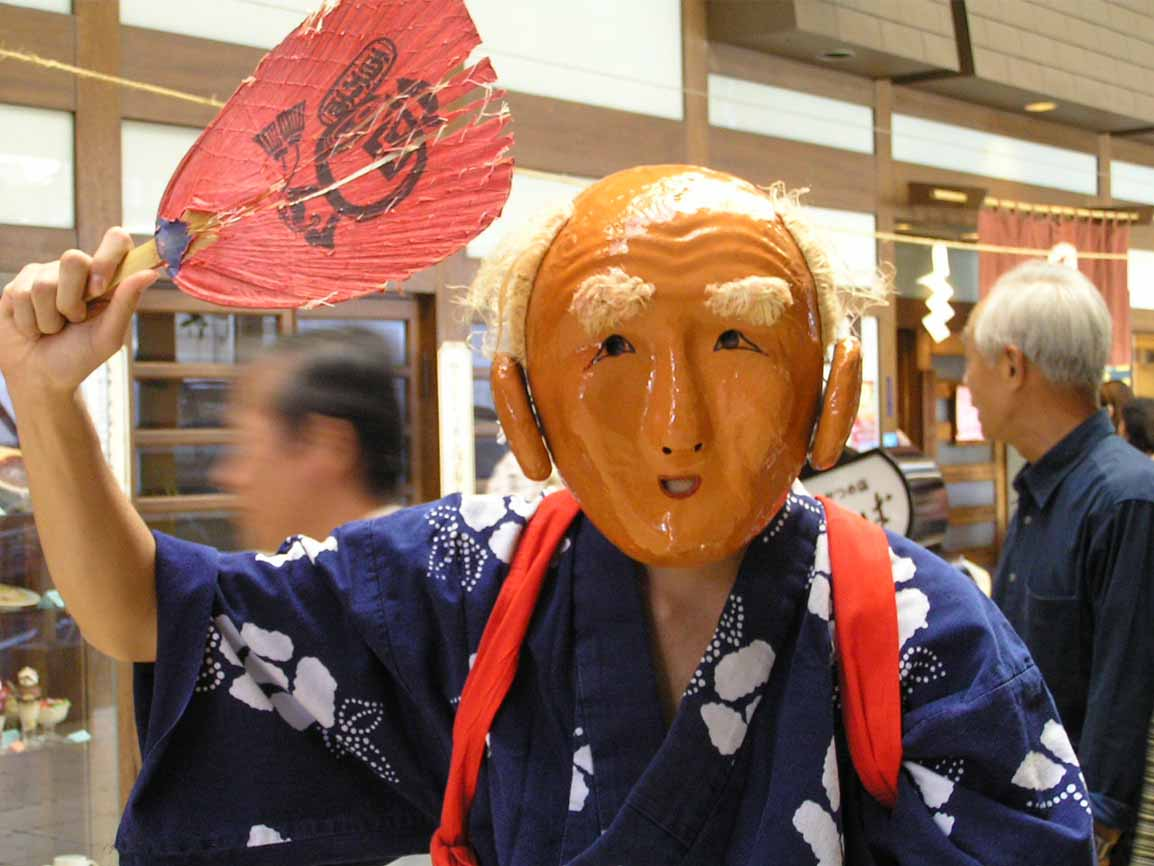
阿智神社（春・秋）まつりの“素隠居”

- ハートランド倉敷（5月2日 - 5月4日）
- 倉敷天領夏祭り
- 倉敷フォトミュラル
- 倉敷音楽祭
- 倉敷屏風祭
- くらしき・花七夕祭
- くらしき朝市「三斎市」
- 水島港まつり
- 鴻八幡宮例大祭 - 岡山三大だんじり祭りの一つ
- 乙島祭り
- 玉島まつり
- 茶屋町の鬼まつり
- 瀬戸内倉敷ツーデーマーチ
- 大山名人杯倉敷藤花戦（将棋の女流タイトル戦） - 1993年から開催されている。1996年第3回大山康晴賞を倉敷市が受賞した。
- こども棋聖戦（囲碁）
- 弾琴祭[注 7]
- 巡・金田一耕助の小径（1000人の金田一耕助）

### 特産品
銘菓・銘酒
- むらすずめ - 倉敷
- 藤戸饅頭 - 倉敷（藤戸）
- 浜焼桜鯛 - 玉島
- 良寛てまり - 玉島
- 塩羊羹 - 児島
- あんころ餅 - 児島（由加山）
- ふなおマスカットワイン - 船穂
- 日本酒 - 燦然 、万年雪、歓びの泉ほか

名物・郷土料理
- ぶっかけうどん
- 倉敷バーガー
- しのうどん - 玉島
- シガーフライ

農産物
- れんこん - 水島（特に連島）
- ゴボウ - 水島（特に連島）
- マスカット・オブ・アレキサンドリア - 船穂・玉島
- ブランド桃 - 玉島・船穂
- スイートピー - 船穂
- たけのこ - 真備[注 7]

工芸・工業製品
- ジーンズ：オーダー 、本藍染め手織り - 児島
- 帆布：「倉敷帆布」 - 倉敷（郷内地区）
- 竹集成材 - 倉敷
- 酒津焼 - 倉敷
- 羽島焼 - 倉敷
- 倉敷はりこ：首振り飾り虎 - 倉敷
- 倉敷ガラス - 倉敷（小谷眞三によって創始）
- 備中和紙 － 倉敷
- 倉敷緞通 － 倉敷
- イ草製品：手織り、緞通、豆タタミ 、花ござ － 全域

## 文化・施設・スポーツ

### 商工団体
- 倉敷商工会議所
  - くらしきTMO
- 児島商工会議所
- 玉島商工会議所
- つくぼ商工会
- 真備船穂商工会
- 倉敷青年会議所
- 児島青年会議所
- 玉島青年会議所

### スポーツチーム
- 倉敷市スポーツ振興事業団 - ウェイバックマシン（2006年10月6日アーカイブ分）
- 三菱自動車水島FC
- 倉敷アブレイズ - 女子バレーボールのクラブチーム。
- 三菱自動車倉敷オーシャンズ - 社会人野球の企業チーム。
- 倉敷ピーチジャックス - 社会人野球のクラブチーム。
- JFE西日本硬式野球部 - 社会人野球の企業チーム。倉敷市と広島県福山市の両市を本拠地としている。
- 川崎製鉄水島硬式野球部 - 社会人野球の企業チーム。2002年に解散。

### 音楽団体
- 倉敷管弦楽団
- 倉敷市民合唱団
- 倉敷市民吹奏楽団グリーンハーモニー
- くらしきコンサート
- 倉敷音楽祭実行委員会
- 倉敷音楽交流会
- 倉敷ジュニアフィルハーモニーオーケストラ
- 倉敷アカデミックウインズ

### その他各種団体
- 倉敷地区ウエルカム観光ガイド連絡会
- 倉敷善意通訳会
- 倉敷日墺協会
- 倉敷市国際交流協会
- アムネスティ倉敷
- 倉敷国際親善協会

### 文化施設
倉敷地域

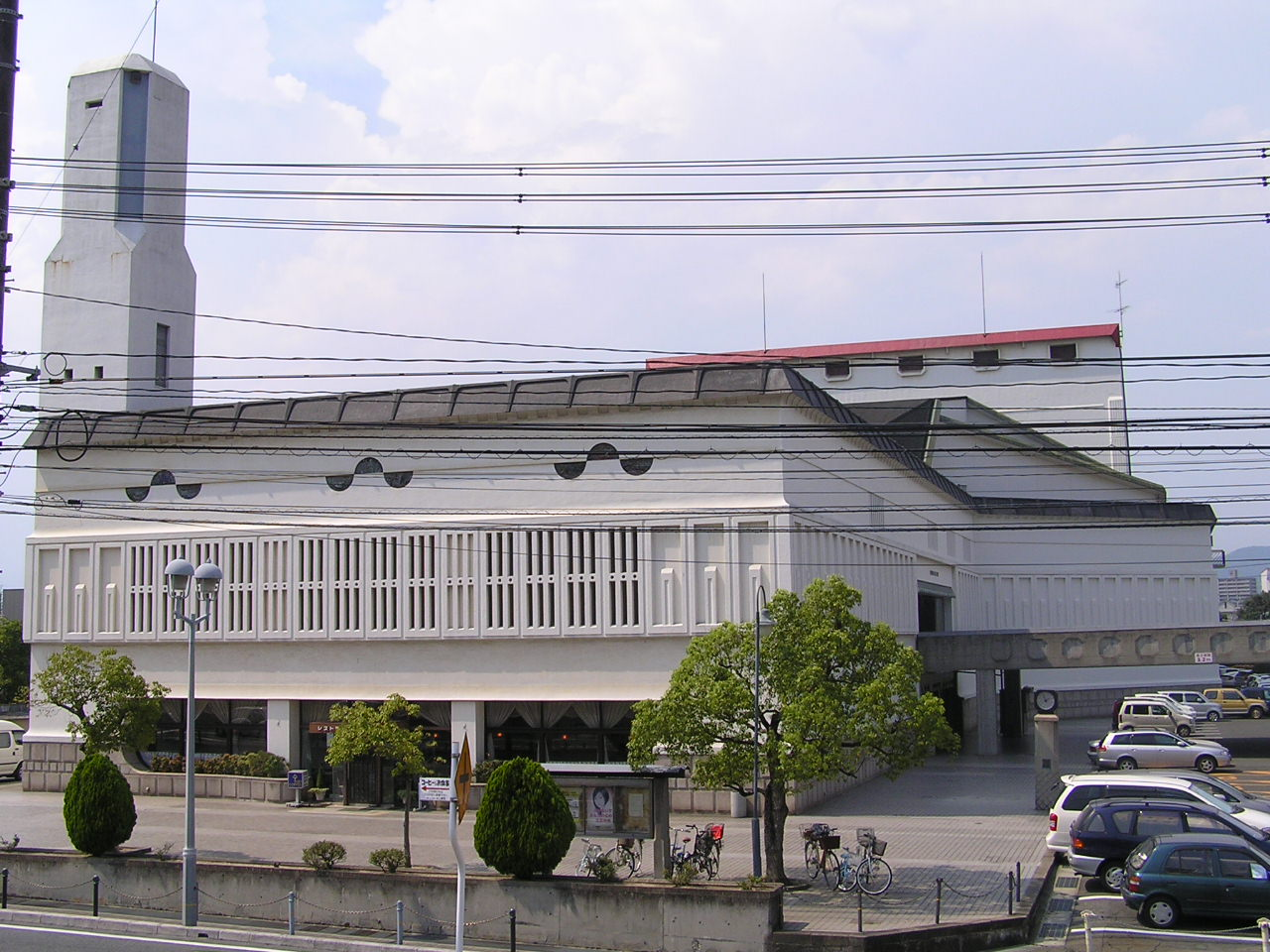
倉敷市民会館

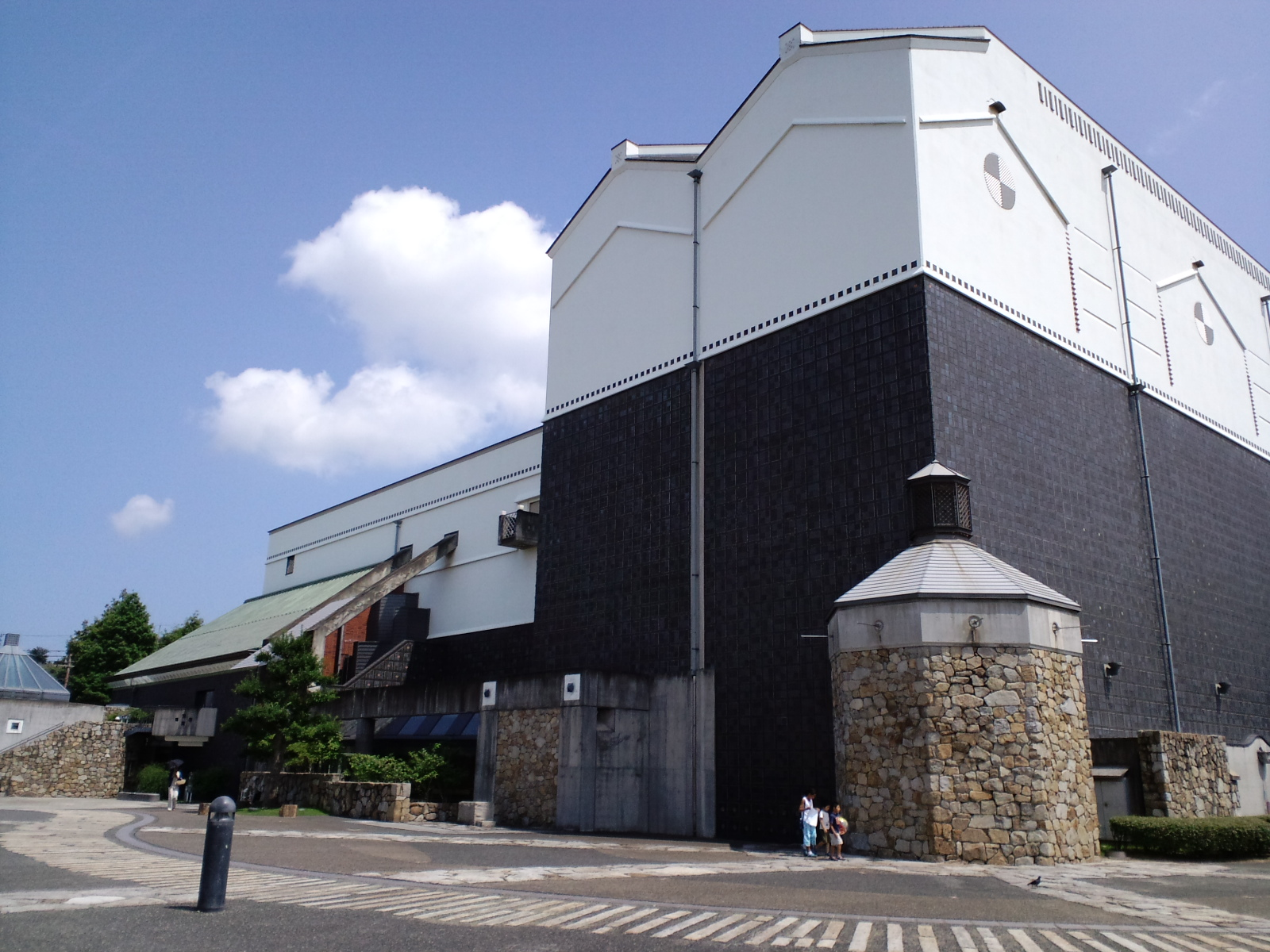
倉敷市芸文館

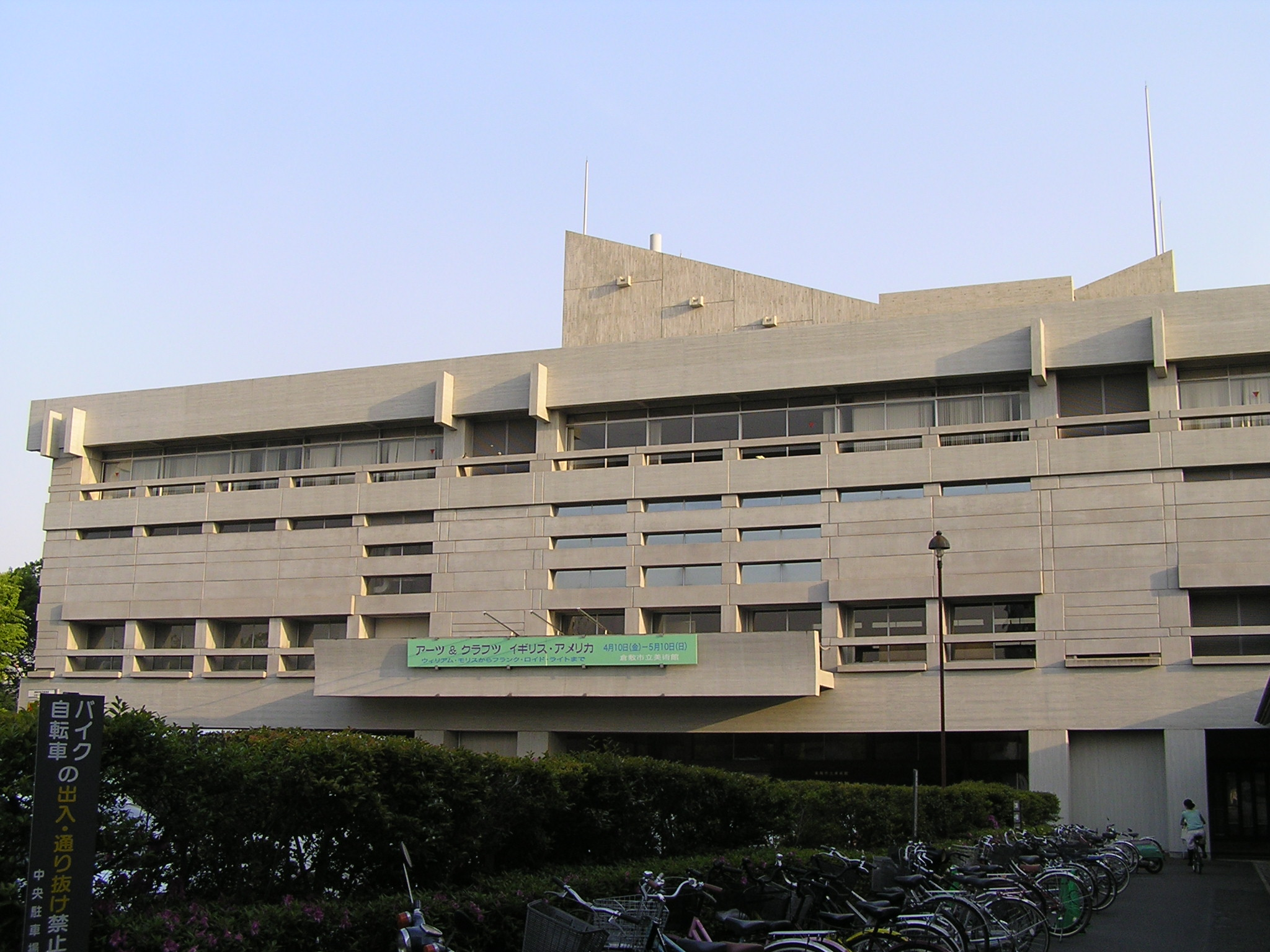
倉敷市立美術館

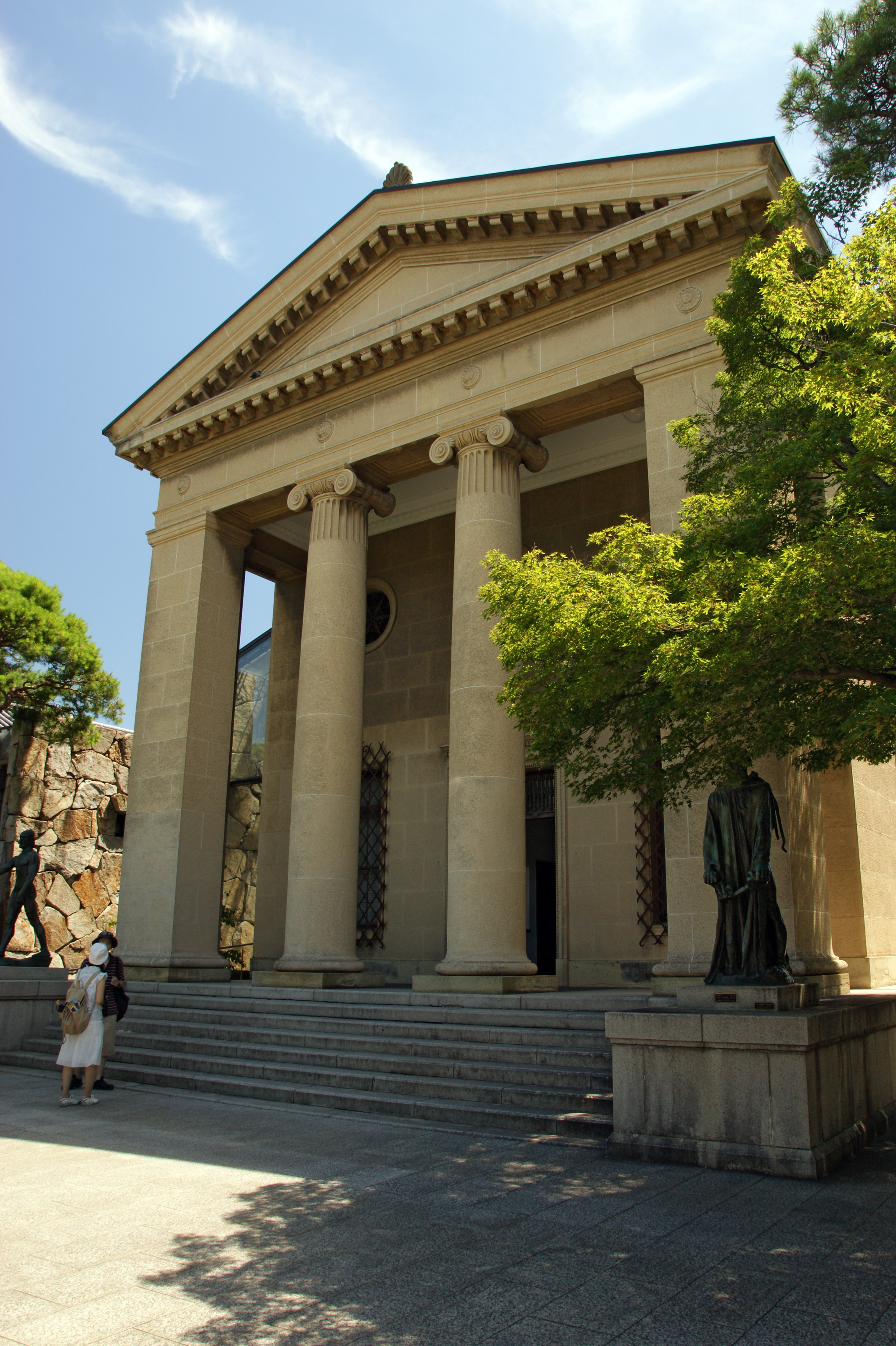
大原美術館

- 倉敷市民会館 - 多目的ホール：1979席
- 倉敷市芸文館 - ホール：単層バルコニー形式、885席。演劇、クラシック音楽、軽音楽コンサートなどに利用される。アイシアター：定員 200人。演劇、音楽などの小規模公演などに利用される。
  - 大山名人記念館
- 倉敷公民館
- 倉敷市立美術館
- 中央図書館
- 倉敷市立自然史博物館
- 文化交流会館
- 市民活動センター
- 山陽ハイツ
- 倉敷刀剣美術館
- 倉敷市立磯崎眠亀記念館
- 大原美術館 - 1930年開館の日本初の私立西洋美術館[40]。

水島地域
- ライフパーク倉敷
  - 市民学習センター
  - 情報学習センター
  - 科学センター - プラネタリウム
  - 埋蔵文化財センター
  - 図書館
- 水島公民館
- 水島図書館
- 倉敷市環境教育スクエア 水島愛あいサロン
- 水島勤労福祉センター

児島地域
- 児島文化センター
- 児島公民館
- 児島図書館
- 児島市民交流センター
- ジーンズミュージアム
- 荻野美術館

玉島地域
- 玉島文化センター
- 玉島公民館
- 玉島図書館
- 玉島市民交流センター

真備・船穂地区
- マービーふれあいセンター
- 真備図書館
- 船穂図書館
- 真備ふるさと歴史館

### 公園・スポーツ施設など

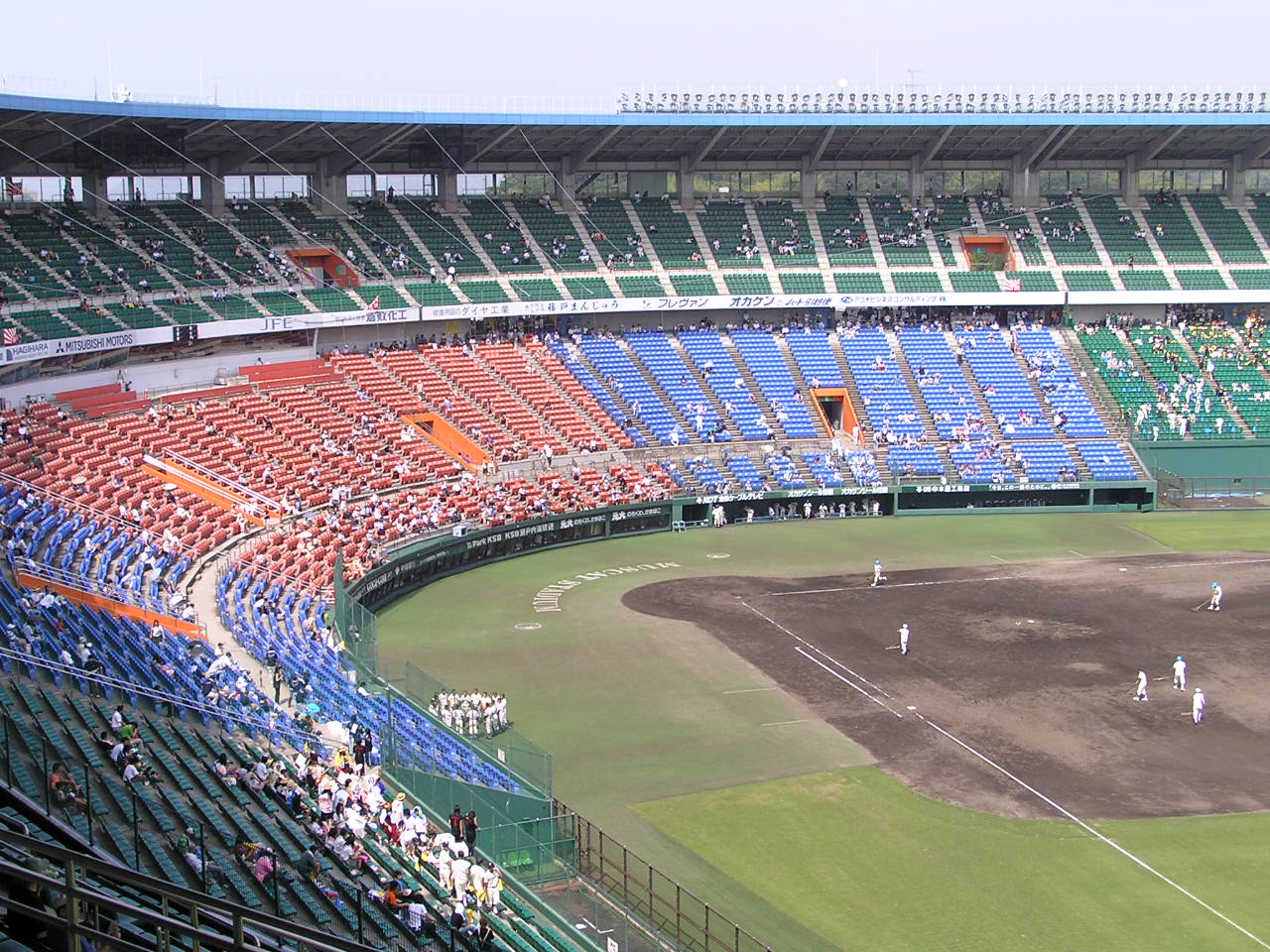
岡山県倉敷スポーツ公園野球場（マスカットスタジアム）

- 岡山県倉敷スポーツ公園
  - 倉敷マスカットスタジアム
- 倉敷運動公園
  - 倉敷市営球場
- 倉敷体育館
- 倉敷市屋内水泳センター
- 酒津公園
- 倉敷みらい公園
- 中山公園
  - 野球場
- 児島競艇場
- 児島マリンプール
- 少年自然の家
- 倉敷市水島緑地福田公園
- 水島中央公園
- ヘルスピア倉敷
- 玉島の森
- 真備総合公園
- 大池ふるさと公園（岡田大池）
- まきび公園

## 倉敷市を舞台にした作品
映画
- トラック野郎・天下御免（1976年）東映
- 釣りバカ日誌18 ハマちゃんスーさん瀬戸の約束（2007年）松竹
- ひるね姫 〜知らないワタシの物語〜（2017年）ワーナー・ブラザーズ映画 - 児島・下津井地区、瀬戸大橋
- しあわせのマスカット（2021年5月14日公開）BS-TBS - 倉敷美観地区、町屋喫茶三宅商店、ヘルスピア倉敷[41]

映画ロケ
- 悪霊島（1981年）角川映画 - 水島・下津井の港辺り
- ALWAYS 三丁目の夕日（2005年）東宝 - 玉島の港橋と藤戸饅頭本店
- DIVE!!（ダイブ!!）（2008年）角川映画 - 児島マリンプール、沙美海岸、他
- とんび（2022年）KADOKAWA、イオンエンターテイメント - 玉島地区、呼松漁港[42]

ドラマ
- インディゴの恋人（2016年）NHK岡山放送局

小説
- 本陣殺人事件（横溝正史著作）
- 倉敷殺人事件（内田康夫著作）
- 乃木若葉は勇者である（朱白あおい）破壊された町の描写

漫画
- めくりめくる（拓著作）

アニメ
- RE-MAIN（2021年）

楽曲
- 竹の道（1996年）真備町イメージソング（歌: 沢田聖子、詞: 伊藤アキラ、曲: 小林亜星）

ゲーム
- はっぴぃ☆マーガレット!

## 倉敷市出身・ゆかりの著名人

### 政治家
- 加藤勝信（第19・20代厚生労働大臣、第84代内閣官房長官）
- 吉備真備（奈良時代の政治家、学者）
- 野崎武吉郎（政治家、実業家、社会事業家。元貴族院議員）
- 星島二郎（政治家、第47代衆議院議長）

### 官僚
- 高田晴行（警察官）
- 三宅由佳莉（海上自衛官、歌手）

### 司法
- 横溝邦彦（松江地方裁判所所長）

### 宗教
- 秋岡保治（第7代神社本庁事務総長）
- 良寛（僧侶） - 生まれは旧越後国出雲崎（現在の新潟県三島郡出雲崎町）

### 社会活動家
- 山川均（やまかわ ひとし、政治活動家、社会活動家、社会主義理論家）

### 経済
- 磯崎眠亀（実業家、錦莞莚を開発）
- 大橋澤三郎（実業家、倉敷紡績共同設立者）
- 大原孝四郎（実業家、倉敷紡績出資・設立者初代社長）
- 大原総一郎（実業家、元中国銀行副頭取）
- 大原孫三郎（実業家、社会事業家。倉敷絹織設立者）
- 小山美登四（台湾銀行打狗支店長、台湾高雄州協議会員）
- 木村利太郎（実業家、倉敷紡績共同設立者）
- 小松原慶太郎（実業家、倉敷紡績共同設立者）
- 田邊隆二（京都電燈社長、関西配電（現関西電力）社長）
- 西江肇司（実業家、ベクトル創業者・会長）
- 野崎武左衛門（塩田王）
- 野瀬勝三（井原鉄道代表取締役）
- 林荘太郎（実業家、総合商社・兼松社長）
- 廣瀬博（実業家、住友化学社長、東日本高速道路社長）
- 古川利彦（実業家、ソディック創業者）
- 星島義兵衛（実業家、岡山商工会議所設立者・初代会頭）
- 守分十（中国銀行頭取、中興の祖、名誉市民）
- 与田銀次郎（実業家、硫化染料を発明）

### 学術
- 井堀利宏（経済学者、東京大学大学院経済学研究科教授）
- 大橋広（家政学者）
- 片岡宏誌（東京大学名誉教授、昆虫内分泌学）
- 川田甕江（漢学者）
- 香西洋樹（天文学者）
- 小山富士夫（陶磁学者）
- 前野まさる（前野嶤）（建築史家）
- 高森明勅（神道学者・評論家）
- 太宰施門（仏文学者、元京都大学名誉教授）
- 中原重樹（明治大学教授、日本食肉科学会初代会長）
- 福田與（教育者）
- 本田実（アマチュア天文家）
- 米谷隆三（法学者）
- 三島中洲（漢学者、二松学舎大学創立者）
- 三宅健介（東京大学医科学研究所教授）
- 宮脇昭（横浜国立大学名誉教授・生態学者）

### 文化・芸術
- 井上桂園（書家）
- 角南隆（建築家）
- 浦辺鎮太郎（建築家）
- 池田遙邨（日本画家）
- 太田克史（編集者）
- 大野昭和斎（木工芸家）
- 大山康晴（将棋棋士）
- 岡本豊彦（江戸時代の画家）
- 児島虎次郎（洋画家）岡山県川上郡下原村生まれ
- 古賀誠（アニメーター）
- 小谷眞三（ガラス工芸作家）
- 小谷栄次（ガラス工芸作家）
- 坂田一男（洋画家）岡山市船頭町生まれ
- 薄田泣菫（詩人）
- 塚本靑史（作家）
- 中塚翠涛（書道家）
- 中塚一碧楼（俳人）
- 中山星香（漫画家）
- 平尾アウリ（漫画家）
- 平賀元義（歌人・国学者・書家）現在の岡山市育ち
- 堀部美行（美容師、韓国・又松大学校客員教授）
- ボンボヤージュ（イラストレーター）
- 三木淳（写真家）
- 光畑祥石（彫刻家）
- 桃山ひなせ（漫画家）
- 山下明彦（アニメーター）
- 横溝正史（推理作家）兵庫県神戸市東川崎生まれ

### 芸能
- 青山麻紀子（舞台俳優）
- 天瀬まゆ（声優）
- 伊澤一葉（ピアニスト、東京事変のメンバー）
- 伊丹典子（マンドリン奏者）
- 岩崎淑（ピアニスト・教育者）
- 大橋恵里子（元女優・アイドル歌手）
- 大本眞基子（声優）[43]
- 大森真理（ミュージカル俳優）
- 金元寿子（声優）
- 桂梅團治（落語家）
- 葛城ユキ（歌手、出身は川上町）
- 清瀬まち（元レースクイーン）
- 幸月美波（演歌歌手）
- 詩人の血（バンド）
- 瀬良明（俳優）
- 住宅正人（竹輪笛奏者）
- 田中裕理（タレント）
- 東郷知典（YouTuber、STスタジオのメンバー）
- 長門勇（俳優）
- 成田雅嗣（俳優）
- H!dE（シンガーソングライター兼YouTuber）
- ハチミツ二郎（お笑いタレント、東京ダイナマイト）
- 英かおと（宝塚歌劇団月組男役）
- 日里麻美（グラビアアイドル、元女子プロレスラー）
- 藤木直人（俳優）
- 藤原令子（女優）
- 前野朋哉（映画俳優、映画監督）
- 松本和将（ピアニスト）、倉敷市芸術文化栄誉章受章[44]
- MEGUMI（タレント、出生地は松江市）
- miyake（ミュージシャン、Mihimaru GTのメンバー）
- みむ（お笑いタレント・あおいちゃん）
- 山本彰吾（THE RAMPAGE from EXILE TRIBEのメンバー、ダンサー）

### マスコミ
- 安藤あや菜（アナウンサー）
- 高畑誠（RSK山陽放送アナウンサー、気象予報士）
- 武内陶子（NHKアナウンサー）
- 中島千晶（アナウンサー）
- 中野純一（NHKアナウンサー）
- 藤井康生（NHKアナウンサー）
- 森脇淳（東海テレビアナウンサー）
- 山﨑夕貴 (フジテレビアナウンサー)
- 若狭敬一（CBCテレビアナウンサー）
- 渡邉結衣 (日本テレビアナウンサー)

### スポーツ
- 岡大海（プロ野球選手：千葉ロッテマリーンズ選手）
- 岡本直也（元プロ野球：東京ヤクルトスワローズ投手）
- 上川畑大悟（プロ野球選手：北海道日本ハムファイターズ選手）
- 佐々木誠（元プロ野球：福岡ダイエーホークス選手）
- 野村祐輔（プロ野球選手）
- 平松一宏（元プロ野球）
- 星野仙一（元プロ野球選手）
- 松岡弘（元プロ野球：ヤクルトスワローズ投手）
- 水本勝己(元プロ野球：広島東洋カープ選手）
- 三宅秀史（元プロ野球：阪神タイガース選手）
- 山本樹（元プロ野球：ヤクルトスワローズ投手）
- 荒木哲（プロボクサー、第二代日本バンタム級ユースチャンピオン）
- ウルフ時光（プロボクサー、元東洋太平洋ミニマム級チャンピオン）
- 辰吉丈一郎（プロボクサー、元WBCバンタム級チャンピオン）
- 藤田健児（プロボクサー、WBOアジアパシフィックフェザー級王者）
- ユーリ阿久井政悟（プロボクサー、WBA世界フライ級王者）
- 松井大二郎（プロレスラー・総合格闘家）
- 川原周剛（元サッカー選手）
- 安英学（元サッカー選手）
- 梁圭史（サッカー選手）
- 李漢宰（サッカー選手）
- 青山敏弘（サッカー選手）
- 石井久継（サッカー選手）
- 那須甚有（サッカー選手）
- 三谷沙也加（サッカー選手）
- 荒木絵里香（元バレーボール選手）
- 石井優希（バレーボール選手）
- 南裕之（元バレーボール選手）
- 髙橋大輔（フィギュアスケート 元シングル・アイスダンス選手）
- 田中刑事（フィギュアスケート選手）
- 平井絵己（元フィギュアスケート アイスダンス選手）
- 高見藤英希（力士）出身は和気町
- 常ノ山勝正（力士）
- 常の山日出男（力士）
- 鷲羽山佳和（力士、元出羽海親方）
- 出宮順一（自転車競技選手）
- 石丸寛之（競輪選手）
- 岩津裕介（競輪選手）
- 重光啓代（女子競輪選手）
- 高木真備（女子競輪選手）
- 黒明良光（競艇選手）
- 堀之内紀代子（女子競艇選手）
- 守屋美穂（元ウエイトリフティング選手→女子競艇選手）
- 塩津璃菜（地方競馬騎手）
- 小原怜（女子陸上競技選手、中距離走・長距離走・マラソン）

### その他
- 一寸徳兵衛（侠客）
- 岡精義（ヤクザ）